# Kolbermoor

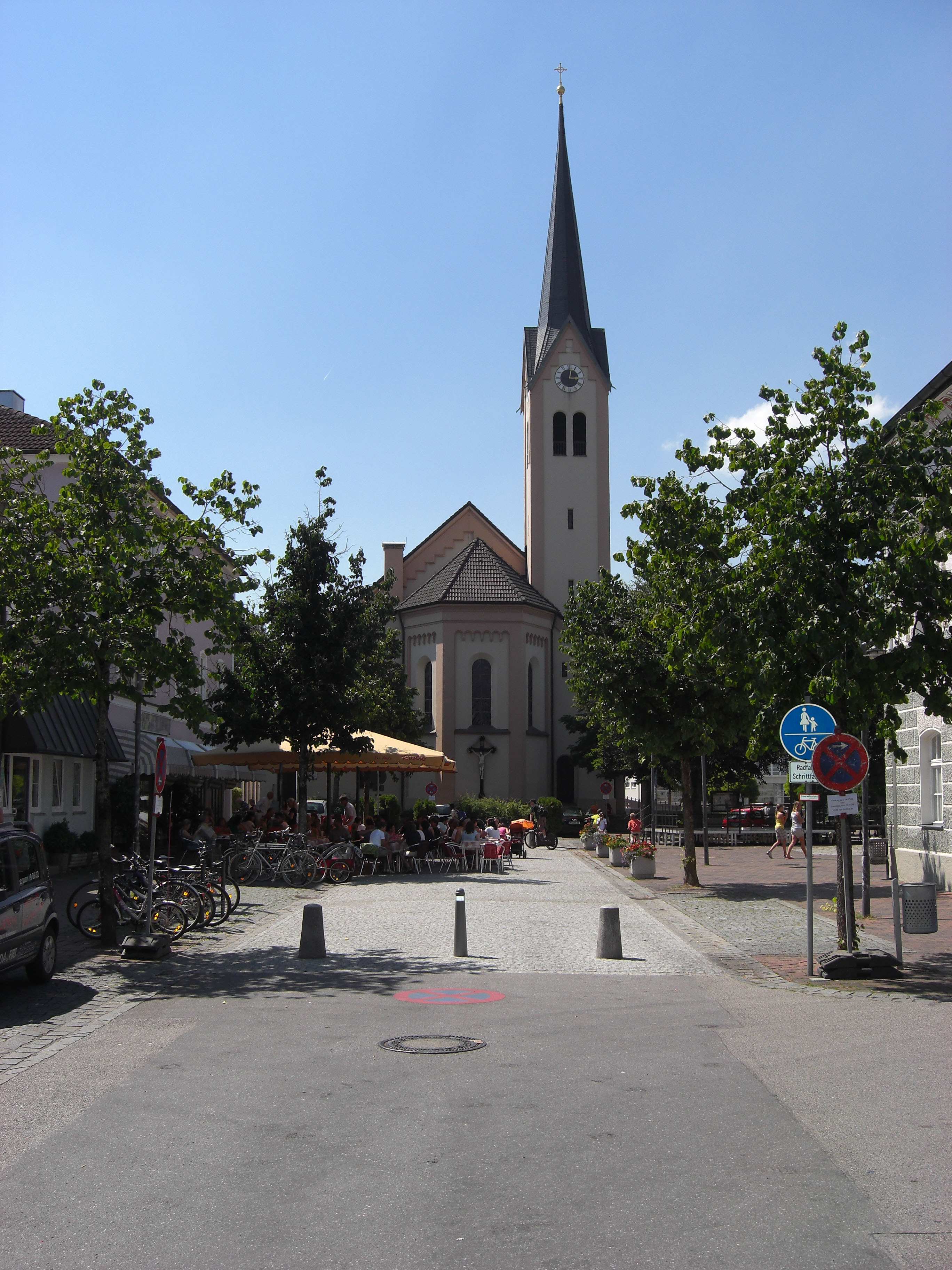
Kirche Heilige Dreifaltigkeit am Marktplatz neben dem alten Rathaus in der Stadtmitte von Kolbermoor

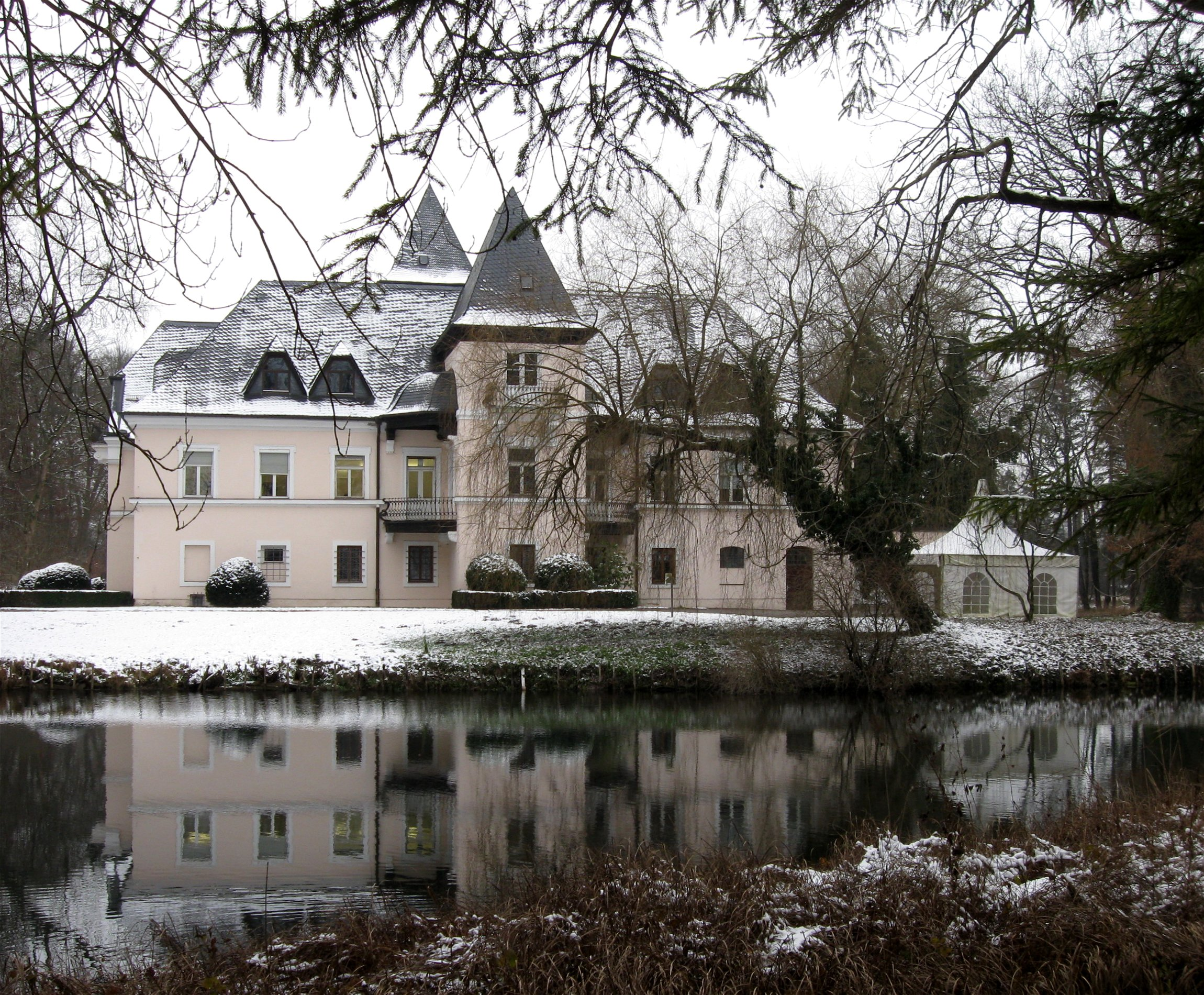
Schloss Pullach in dem gleichnamigen westlichen Kolbermoorer Stadtteil

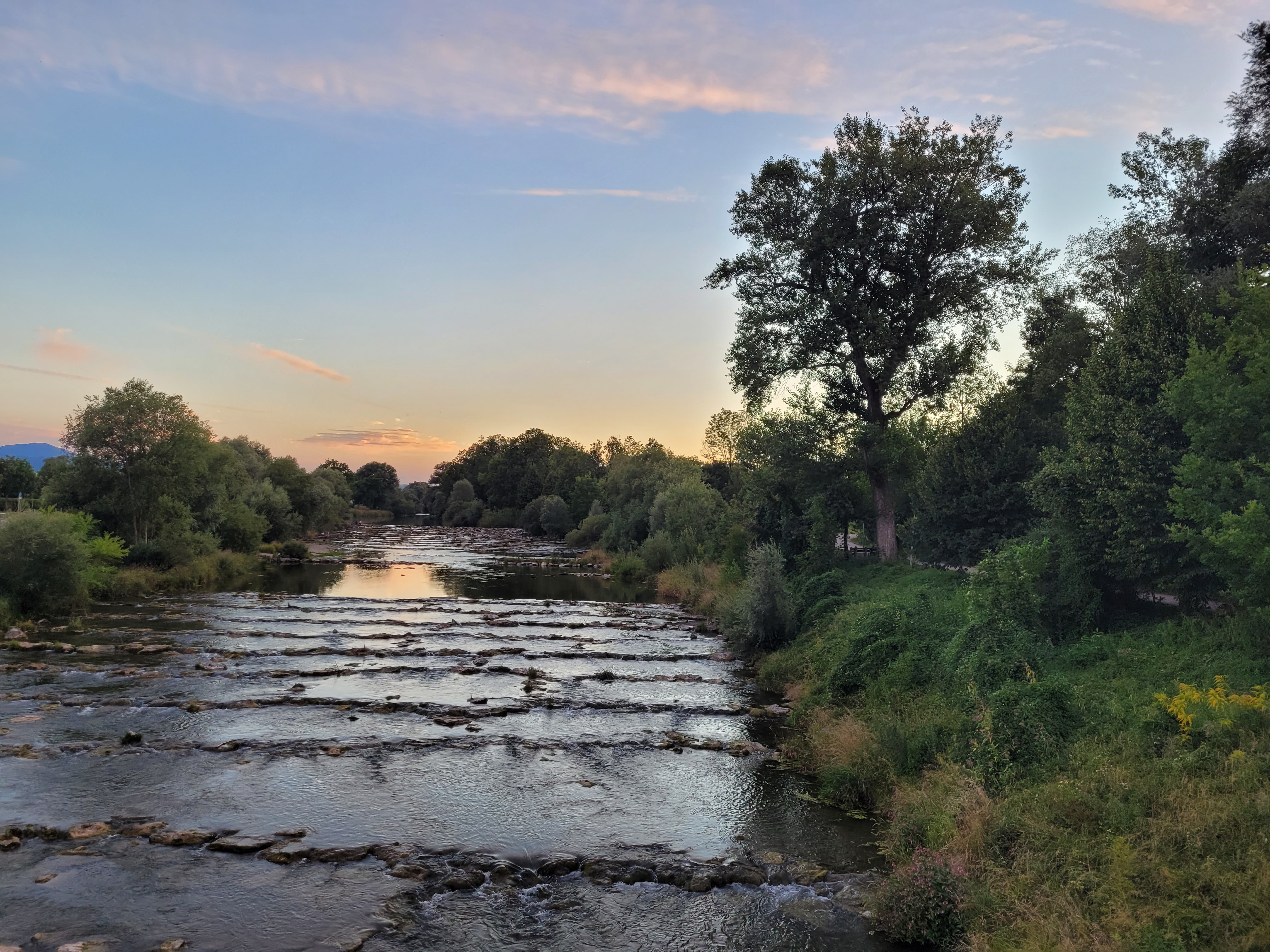
Mangfall in Kolbermoor Richtung Westen

Kolbermoor ist eine Stadt im bayerischen Alpenvorland im oberbayerischen Landkreis Rosenheim. Die noch relativ junge Stadt hat ihren Ursprung im Jahr 1859 mit dem Bahnanschluss an die Bayerische Maximiliansbahn. Kolbermoor hat seinen Namen von dem zwischen Harthausen bzw. Ellmosen und Großkarolinenfeld liegenden Weiler Kolber, genannt „Schmied am Kolber“. Dank der günstigen Verkehrsanbindung und der Wasserkraft des Flusses Mangfall entstand 1863 die Baumwollspinnerei Kolbermoor, die ihren Betrieb 1993 einstellte. Im Jahre 1876 eröffnete im Norden von Kolbermoor auf einer ehemaligen Presstorffabrik das Tonwerk Kolbermoor, das bis 2005 Dach- und Mauerziegel hergestellt hat.

## Geographie

### Lage
Die Stadt liegt im oberbayerischen Alpenvorland im Kessel des ehemaligen Rosenheimer Sees zwischen den Städten Bad Aibling und Rosenheim, die jeweils 5 Kilometer entfernt sind. Entscheidend für die Gründung und Entwicklung von Kolbermoor war wegen der Wasserkraft am Rande von Moorgebieten die Lage am Fluss Mangfall. In der Region wird bis heute in kleinem Umfang Torf abgebaut. Kolbermoor, heute die neben Bad Aibling größte Stadt im Landkreis Rosenheim, besitzt einen Bahnhof an der Mangfalltalbahn.

### Gemeindegliederung
Die Stadtgemeinde hat neun Gemeindeteile (in Klammern ist der Siedlungstyp angegeben):
- Aiblingerau (Dorf)
- Grubholz (Dorf)
- Kolbermoor (Hauptort)
- Lohholz (Dorf)
- Mitterhart (Dorf)
- Moorkultur (Staatsgut)
- Oberhart (Weiler)
- Pullach (Dorf)
- Schlarbhofen (Siedlung)

Es gibt die Gemarkungen Harthausen (nur Gemarkungsteil 1), Kolbermoor und Pang (nur Gemarkungsteil 0).

### Nachbargemeinden
|               | Großkarolinenfeld                           |           |
| Bad Aibling   | Kompassrose, die auf Nachbargemeinden zeigt | Rosenheim |
| Bad Feilnbach | Raubling                                    |           |

### Natur
Folgende Schutzgebiete berühren das Stadtgebiet:
- Naturschutzgebiet Kalten (NSG-00347.01)
- Fauna-Flora-Habitat-Gebiet Auer Weidmoos mit Kalten und Kaltenaue (8138-371)

## Geschichte

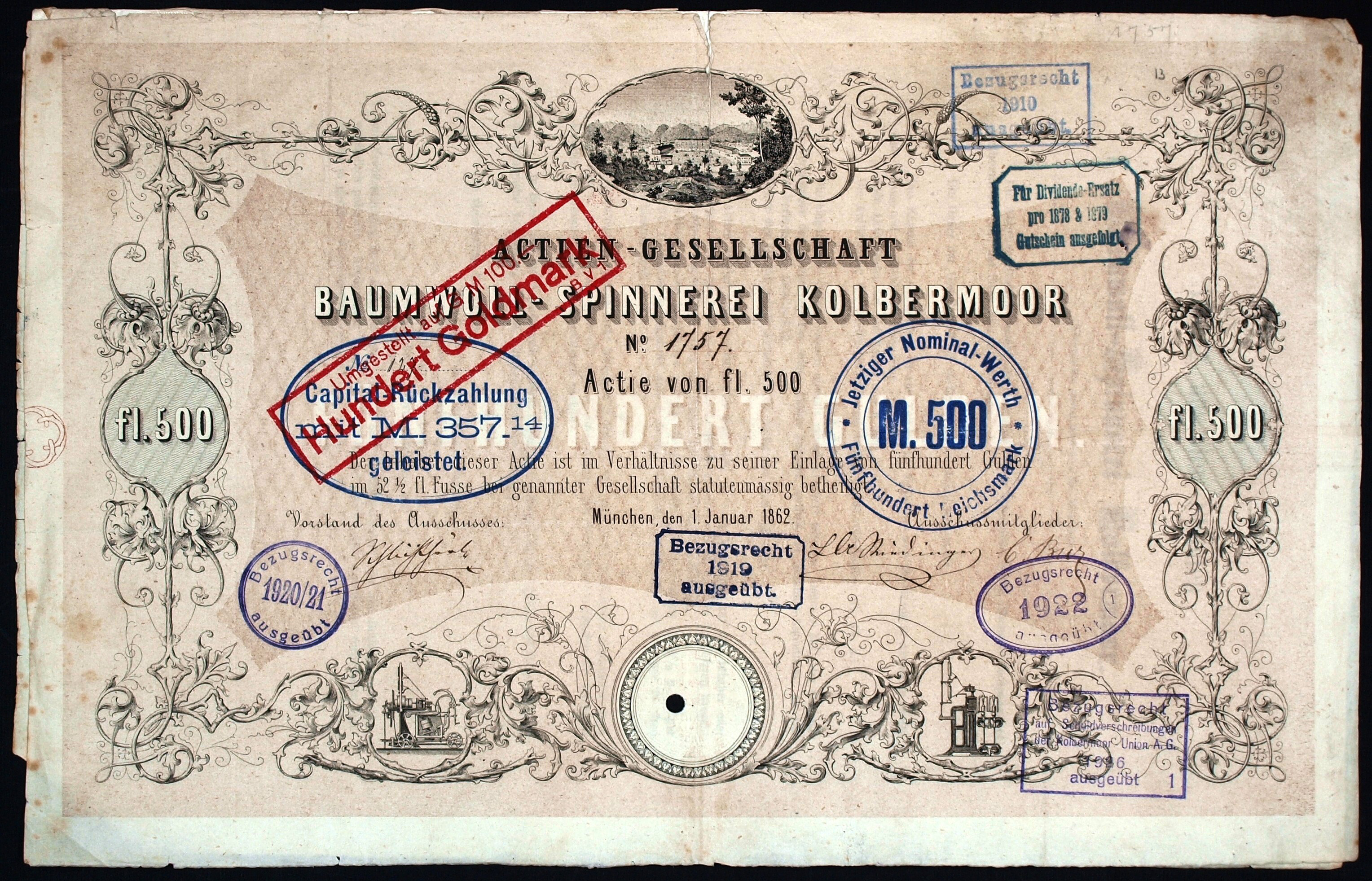
Aktie über 500 Gulden der AG Baumwoll-Spinnerei Kolbermoor vom 1. Januar 1862

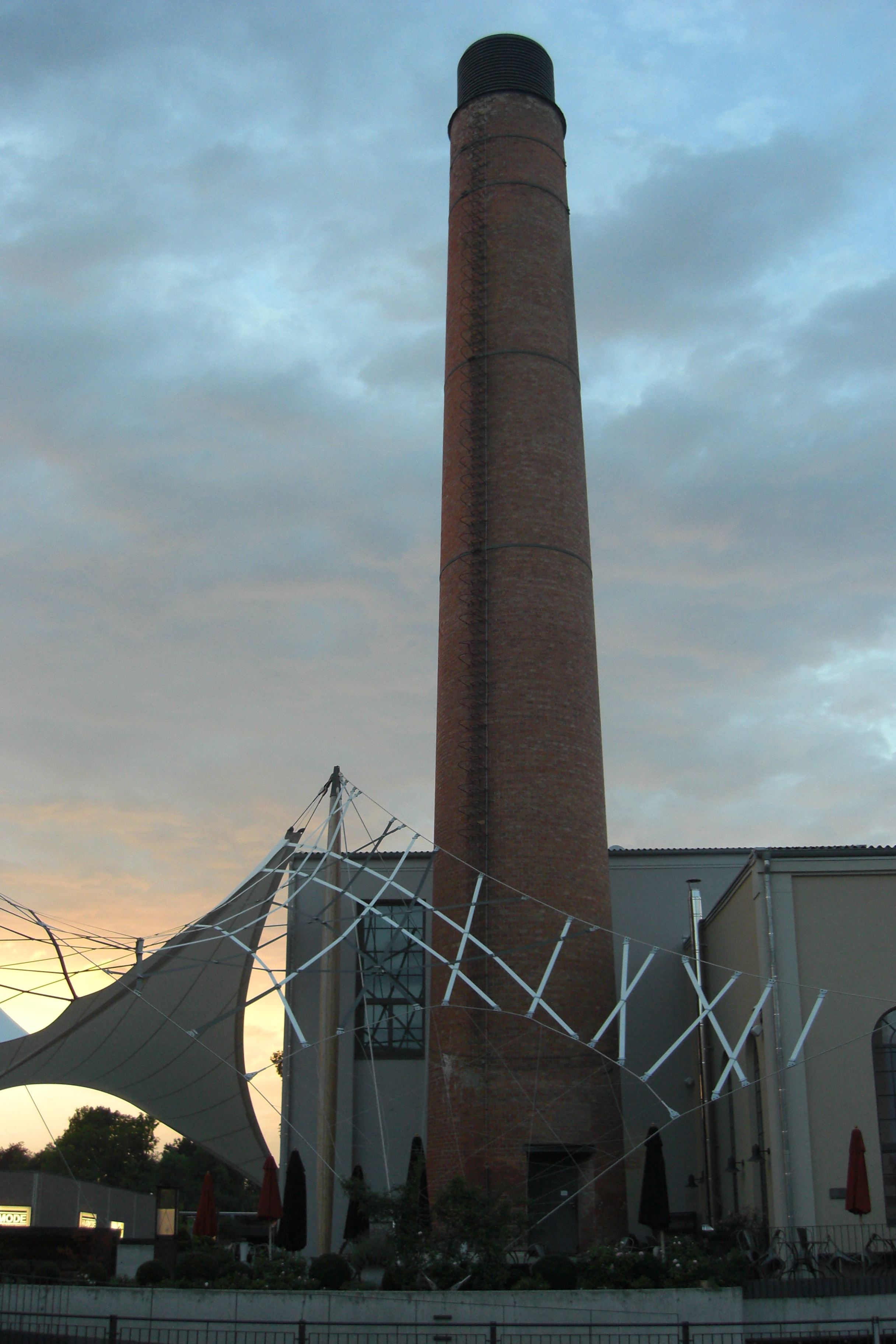
Schornstein des ehemaligen Kesselhauses der Baumwollspinnerei, dort angrenzend sind heute ein Café und eine Kulturhalle untergebracht.

Kolbermoor ist eine junge Stadt. Der Ort entstand erst in der zweiten Hälfte des 19. Jahrhunderts im Zuge des Eisenbahnbaues und der daraus folgenden Industrialisierung rund um die Baumwollspinnerei Kolbermoor sowie einem Tonwerk und den industriellen Torfstich. Industrie und Gewerbe prägen die Entwicklung der Stadt bis heute.

### Gründung und Entwicklung bis 1945
Die Erschließung des Mangfalltals durch die Eisenbahn war Voraussetzung für die Entwicklung der Stadt. Am 31. Oktober 1857 wurde die Bahnlinie München – Holzkirchen – Rosenheim – Salzburg als Teil der Maximiliansbahn eröffnet. Sie machte den Weg frei für die Industrialisierung des an Torf und Holz reichen Gebiets, die Mangfall lieferte die nötige Wasserkraft. Im Jahre 1858 kam ein Belgier namens Jean Cormeau in diese Mangfallwildnis und kaufte da, wo heute das Tonwerk steht, Torfgründe für billiges Geld zusammen. Er hatte im Sinn, Torf für Heizzwecke stechen zu lassen, unter anderem für die Bahn. Am 1. September 1859 wurde der Eisenbahn-Haltepunkt Kolbermoor eingerichtet; bis dahin fuhren die Züge von Bad Aibling ohne Halt nach Rosenheim durch. 1862 wurde das Bahnhofsgebäude errichtet, das 1899 um zwei Seitenflügel erweitert wurde.

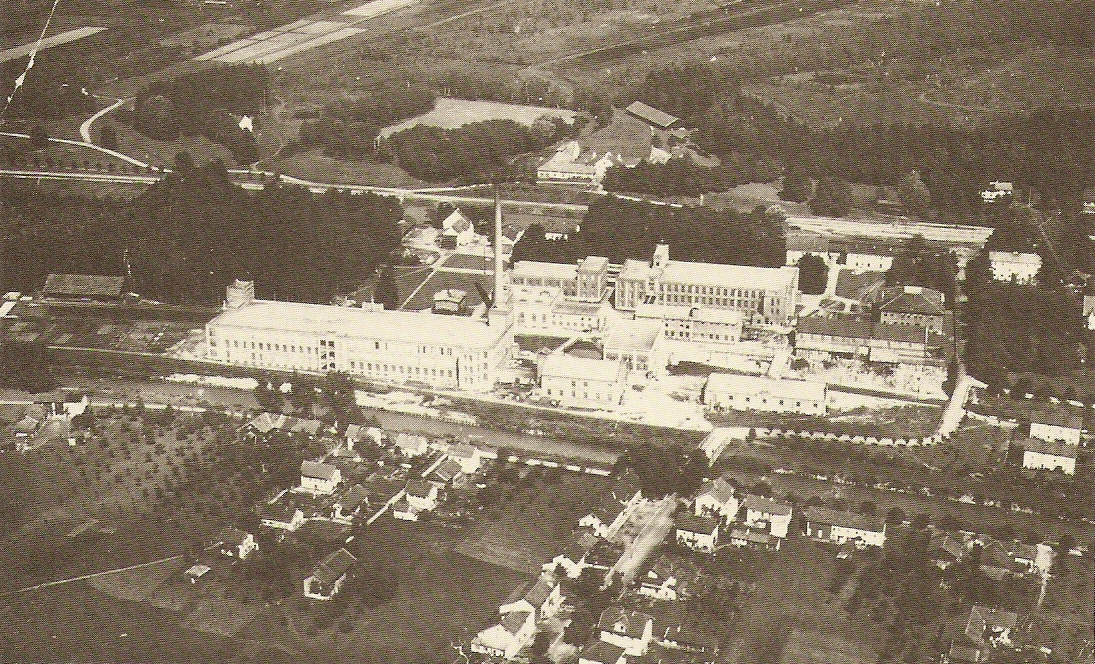
Eine Luftaufnahme der Baumwollspinnerei Kolbermoor aus dem Jahr 1920. Das abgebrannte sechsstöckige Gebäude wurde abgerissen und durch zwei neue Werkhallen ersetzt.

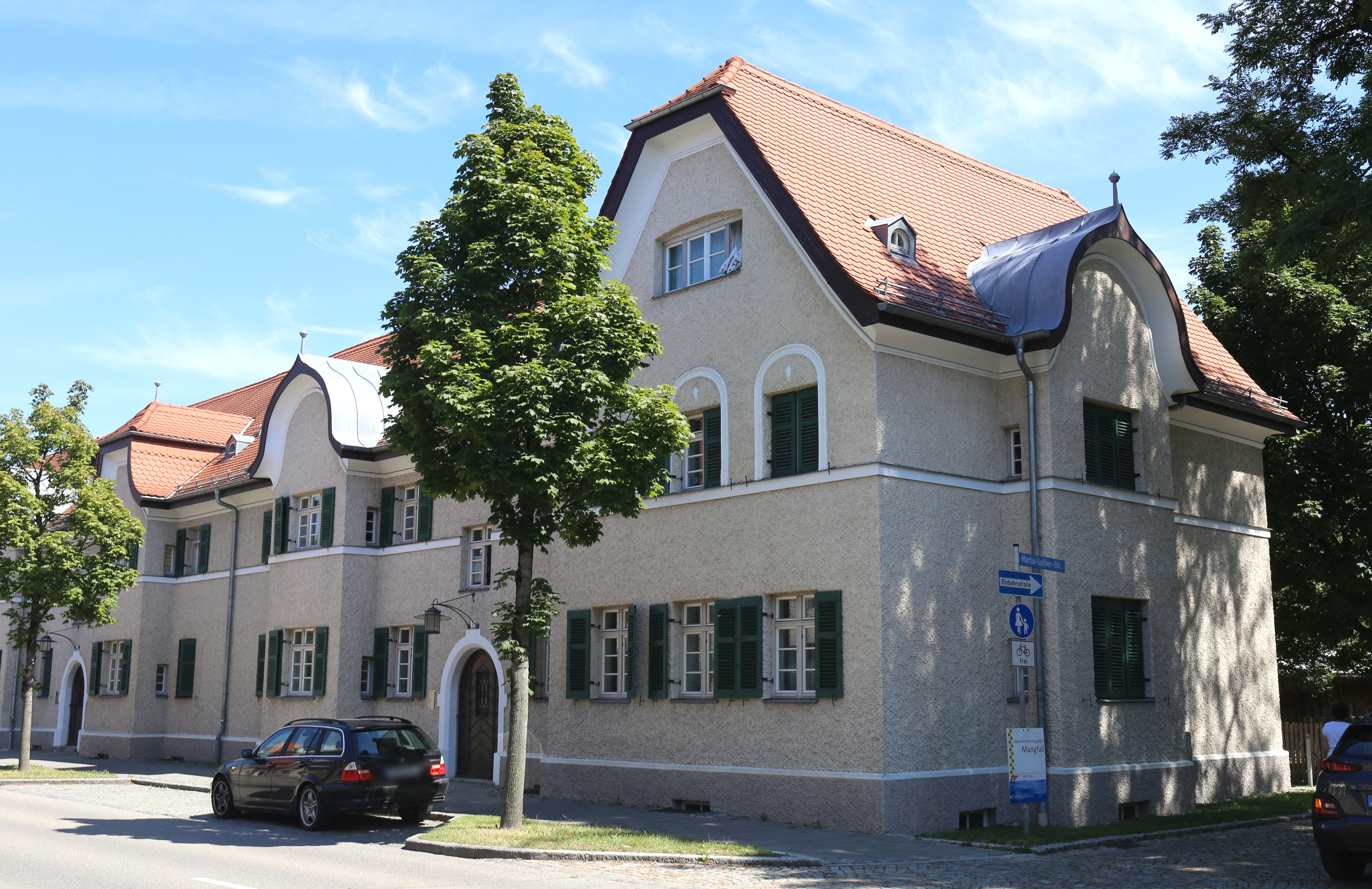
Die ehemalige Werkssiedlung der Baumwollspinnerei in Kolbermoor

Im Jahr 1860 gründete der Ingenieur Theodor Hassler an der Mangfall eine Aktiengesellschaft mit dem Namen „Baumwollspinnerei Kolbermoor“, die im Januar 1863 die Produktion aufnahm. Die neue Industrieansiedlung lockte viele Arbeiter nach Kolbermoor und legte den Grundstein für die Stadtentwicklung.
Ab 27. August 1863 wurde Kolbermoor aus der damaligen Landgemeinde Mietraching ausgegliedert und ein selbständiger Ort mit etwa 400 Einwohnern. Mehrere Vereine musischer, gesellschaftlicher und sportlicher Art entstanden. 1864 gründete die Spinnerei die erste Kolbermoorer Schule. Zur Spinnerei gesellte sich 1875 das Tonwerk nördlich der Bahnlinie (damals: Presstorfwerk). 1887 wurde Kolbermoor selbständige (katholische) Pfarrei.
Gewaltige Hochwasser der Mangfall richteten 1890, 1899 und 1940 schwere Schäden an Häusern, Brücken und Straßen an.
Während und nach der Novemberrevolution 1918 war Kolbermoor eine starke Bastion der spartakistischen, dann kommunistischen Bewegung und dann der Räterepublik 1919. Als Reichswehr und Freikorps Ende April 1919 wieder auf München vorrückten, mussten die meisten Außenposten der Roten rasch geräumt werden. Dachau wurde am 30. April aufgegeben. Kolbermoor kapitulierte hingegen erst am 3. Mai 1919. Bei den Kämpfen um Kolbermoor kamen auch Geschütze zum Einsatz. Der damalige Bürgermeister der Räte-Regierung von Kolbermoor, Georg Schuhmann, wurde durch Freikorps (Originalzitat eines Zeitzeugen: „dahergelaufene Bauernbuben“) ermordet, obwohl er zur Waffenniederlegung aufgerufen hatte.
Nach Beendigung der Rätezeit war Carl Unsin (SPD) bis 1928 Bürgermeister. Abgelöst wurde er dann von Josef Fleischmann, der als hauptberuflicher Bürgermeister von der konservativen Mehrheit im Gemeinderat gewählt wurde. Fleischmann wurde von der NSDAP als Bürgermeister akzeptiert und konnte bis 1945 im Amt bleiben. Am 19. Februar 1936 wurde Kolbermoor mit damals rund 6000 Einwohnern zum Markt erhoben. Ab 1943 wurden in Kolbermoor etwa 1000 Zwangsarbeiter eingesetzt. In der Baumwollspinnerei Kolbermoor stellte die Handschuhfabrik Roeckl aus München und die Auer AG Gasmasken her; russische Offiziere mussten für ein BMW-Außenwerk arbeiten. Im Rahmen der Entnazifizierung wurden mehrere Hundert Kolbermoorer vor Spruchkammern belastet. Einer der wenigen überlebenden Juden in Deutschland war Alexander Lion, der sich mehrere Jahre in Kolbermoor versteckt hielt. Lion war Gründer der Pfadfinder in Deutschland und später Ehrenpräsident des Weltpfadfinderverbands.

### Nachkriegsgeschichte
Nach dem Krieg stieg die Einwohnerzahl Kolbermoors durch die Ansiedlung von Flüchtlingen nochmals sprunghaft an. Kultureinrichtungen und Vereine wurden unter Bürgermeister Staudter neu aufgebaut. Er verstand es, die christlichen und sozialdemokratisch-kommunistischen Parteien zur gemeinsamen Wiederaufbauarbeit in der Gemeinde anzuregen. Die Struktur der Stadt hat sich in den Jahrzehnten geändert. Am 1. Oktober 1951 wurde die bisher zur Gemeinde Pang gehörende Ortschaft „Grubholz“ eingemeindet. Am 1. April 1958 fand das bisher auf Rosenheimer Gebiet liegende Siedlungsgelände „Am Gangsteig“ Anschluss an Kolbermoor.
Besonders zu erwähnen ist die Geschichte von Schlarbhofen, einer Streusiedlung am südwestlichen Stadtrand, benannt nach der Sippe der Schlarb. Sie waren um 1800 aus der Pfalz in die Batschka ausgewandert, flüchteten 1945 auf Umwegen in die damalige Gemeinde Pang. Dort machten sie um 1950 die so genannten „Panger Filze“ urbar.
Am 26. Juni 1963, 100 Jahre nach der Gründung Kolbermoors, konnte die Stadterhebung mit ca. 9000 Einwohnern gefeiert werden.
Mit der Auflösung des Landkreises Bad Aibling, die am 1. Juli 1972 in Kraft trat, wurde der Ort dem Landkreis Rosenheim zugeschlagen. Durch die Gemeindegebietsreform wurden die Siedlungen Mitterhart, Oberhart und Schlarbhofen der ehemaligen Gemeinde Pang und das Dorf Lohholz der Gemeinde Mietraching am 1. Mai 1978 nach Kolbermoor eingemeindet. Damit wuchs Kolbermoor auf mehr als 10.000 Einwohner.
Bundesweit Schlagzeilen machte Kolbermoor bei der Europawahl 1989, als die rechtspopulistische Partei Die Republikaner 29,1 Prozent der Stimmen erreichte – das beste Ergebnis in der Geschichte der Partei.

### Niedergang der Industrie und Entwicklung bis heute
Die Strumpffabrik Kolbermoor Herbert Meier, die zu Spitzenzeiten 400 Mitarbeiter beschäftigte, stellte 1974 den Betrieb ein.
Das Tonwerk Kolbermoor (Ziegelei, später Betondachplattenwerk und dann Wellplattenfabrikation) schloss 2005 seine Pforten. An gleicher Stelle produziert eine österreichische Firma nun faser-zementgebundene Fassadenplatten, mit denen z. B. das Stadion in Johannesburg (Südafrika) für die Fußball-WM 2010 verkleidet wurde.

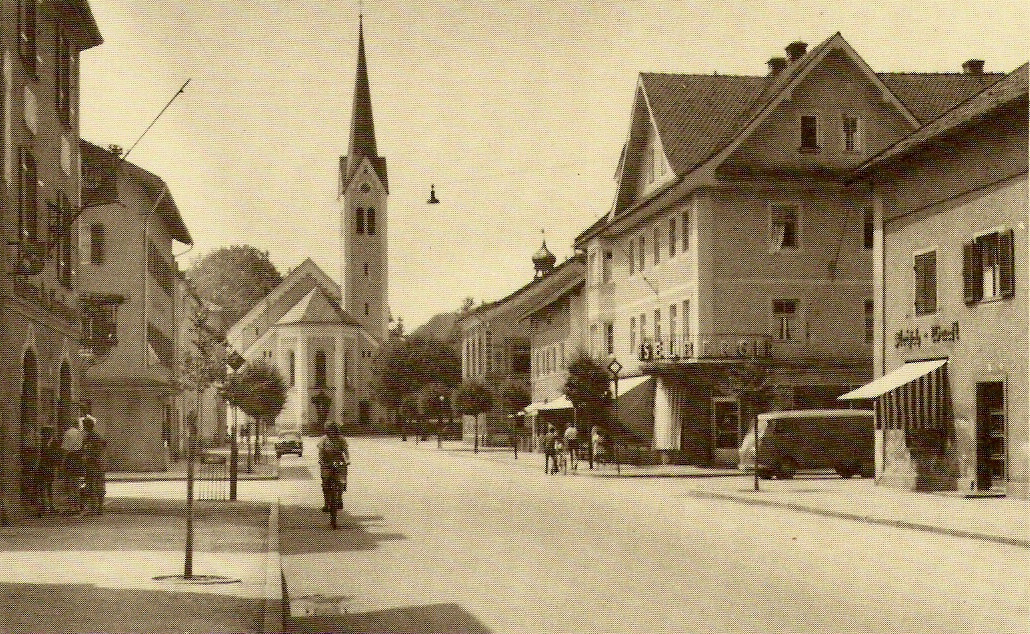
Rosenheimer Straße in Kolbermoor 1951

1993 stellte die Baumwollspinnerei ihren Betrieb ein. Bis 2006 war das Gelände weitgehend dem Verfall preisgegeben. Inzwischen sind dort Gewerbeflächen mit zahlreichen Geschäften und Einkaufsmärkten sowie Wohngebiete am Fluss entstanden. Einige Gebäude der alten Spinnerei wurden renoviert und erhalten.
Seit 1998 dokumentiert ein Heimatmuseum die Geschichte der Stadt. Die Geschichtswerkstatt Kolbermoor arbeitet die Ortsgeschichte auf wissenschaftlicher Grundlage auf.
Am 15. August 1999 ereignete sich vor der „Cubana-Bar“ in der Schuhmannstraße ein rassistisch motivierter Übergriff. Der schwer verletzte Mosambikaner Carlos Fernando verstarb am 30. September 1999 an den Folgen der Verletzungen. Der Totschläger wurde im Jahre 2000 zu zehn Jahren Gefängnis verurteilt.

### Einwohnerentwicklung

Einwohnerentwicklung von Kolbermoor von 1840 bis 2017 nach nebenstehender Tabelle

Die Einwohnerzahlen gelten für die Gemeinde in den heutigen Grenzen:
| Jahr | Einwohner |
| ---- | --------- |
| 1840 | 234       |
| 1871 | 2.061     |
| 1900 | 3.266     |
| 1925 | 5.247     |
| 1939 | 6.295     |
| 1950 | 8.700     |
| 1961 | 9.199     |
| 1970 | 10.662    |
| 1980 | 12.748    |
| 1987 | 13.835    |

| Jahr | Einwohner |
| ---- | --------- |
| 1990 | 14.742    |
| 1995 | 16.412    |
| 2000 | 17.301    |
| 2001 | 17.497    |
| 2002 | 17.828    |
| 2003 | 17.878    |
| 2004 | 17.950    |
| 2005 | 17.920    |
| 2006 | 17.802    |
| 2007 | 17.859    |

| Jahr | Einwohner |
| ---- | --------- |
| 2008 | 17.868    |
| 2009 | 17.792    |
| 2010 | 17.942    |
| 2011 | 17.799    |
| 2012 | 17.844    |
| 2013 | 18.065    |
| 2014 | 18.187    |
| 2015 | 18.252    |
| 2016 | 18.371    |
| 2017 | 18.483    |

| Jahr | Einwohner |
| ---- | --------- |
| 2018 | 18.505    |
| 2019 | 18.532    |
| 2020 | 18.534    |
| 2021 | 18.662    |
| 2022 | 18.945    |

Mit 19.414 Einwohnern (31. Dez. 2023) ist Kolbermoor annähernd gleich groß wie der historisch größere Nachbar Bad Aibling. Die beiden Städte sind die größten im Landkreis Rosenheim. Der Ausländeranteil liegt konstant bei 11,4 %.
Zwischen 1988 und 2023 wuchs die Stadt von 14.220 auf 19.414 um 5.195 Einwohner bzw. um 36,5 %.

## Politik

### Stadtrat
24 ehrenamtliche Stadträte bilden zusammen mit dem hauptamtlichen Ersten Bürgermeister den Stadtrat von Kolbermoor. Laut den Ergebnissen der Kommunalwahl vom 15. März 2020 setzt er sich folgendermaßen zusammen:
| Partei                 | Sitze |
| ---------------------- | ----- |
| CSU                    | 6     |
| SPD                    | 6     |
| Parteifreie Kolbermoor | 5     |
| Grüne                  | 4     |
| AfD                    | 2     |
| FDP                    | 1     |

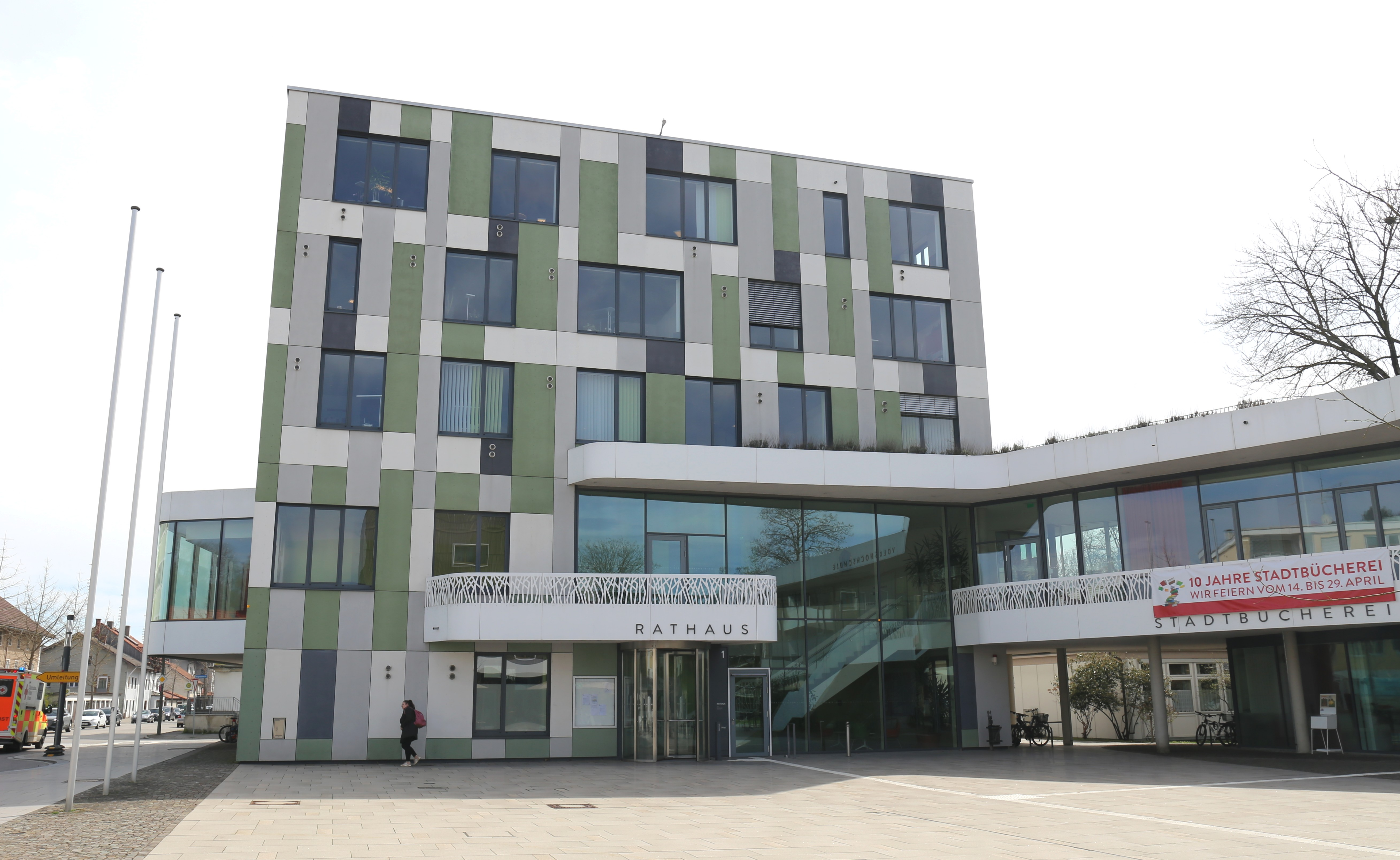
Das neue Rathaus

Von 14.643 Stimmberechtigten wählten 7.754. Damit lag die Wahlbeteiligung bei 53,0 %.

### Bürgermeister
| 1. Bürgermeister:   | Peter Kloo, SPD                             |
| 2. Bürgermeister:   | Dieter Kannengießer, Parteifreie Kolbermoor |
| 3. Bürgermeisterin: | Sabine Balletshofer, CSU                    |

Chronik Bürgermeister
- 1863–1869: Johann Ritsch
- 1870–1881: Mathias Stadler
- 1881–1899: Eduard Angerbauer
- 1900–1919: Edmund Bergmann
- 1919–1919: Georg Schuhmann
- 1919–1928: Karl Unsin
- 1928–1945: Josef Fleischmann
- 1945–1950: Karl Staudter
- 1950–1960: August Sperber
- 1960–1978: Adolf Rasp
- 1978–1984: Erwin Huber (CSU)
- 1984–1996: Peter Kloo, senior (SPD)
- 1996–2002: Ludwig Reimeier (CSU)
- 2002–heute: Peter Kloo, junior (SPD; 2008, 2014 und 2020 wiedergewählt)[16]

### Verschuldung
Die Verschuldung des kommunalen Haushaltes betrug zum 28. Mai 2019 insgesamt 29.460.547 €. Dies entspricht einer Pro-Kopf-Verschuldung von 1591 €.

### Wappen
| | Blasonierung: „In Silber aus einem von zwei schmalen silbernen Wellenbalken durchzogenen schwarzen Boden wachsend drei grün beblätterte grüne Schilfrohre mit schwarzen Kolben.“ |
| Wappenbegründung: Der schwarze, von Bächen durchzogene Moorboden und die daraus wachsenden Moorkolben ergeben ein vollständig für den Ortsnamen redendes Bild und versinnbildlichen die Entwicklung Kolbermoors seit der Erschließung des Mangfalltals durch die Eisenbahnlinie München-Rosenheim-Salzburg 1857. Mit der Eröffnung des Haltepunkts Kolbermoor 1859 begann die Industrialisierung im torf- und holzreichen Kolbermoor. Die Wellenbalken stehen auch für die Lage der Stadt an der Mangfall, eine wichtige Energielieferantin, und allgemein für den Wasserreichtum der Gegend. Um die 1860 gegründete und bis 1993 betriebene Baumwollspinnerei entwickelte sich eine rasch wachsende Industriegemeinde. Die seit 1863 selbstständige Gemeinde Kolbermoor wurde 1936 zum Markt und 1963 zur Stadt erhoben. Schon 1913 wurde am Rathaus ein Wappenrelief angebracht, das mit einem Schrägbalken auf die Mangfall und mit Rohrkolben auf die Lage im Moor hinwies. Dieses Wappen wird seit 1934 geführt. | |

### Abgeschlossene Bauprojekte

#### Renovierung der ehemaligen Baumwollspinnerei

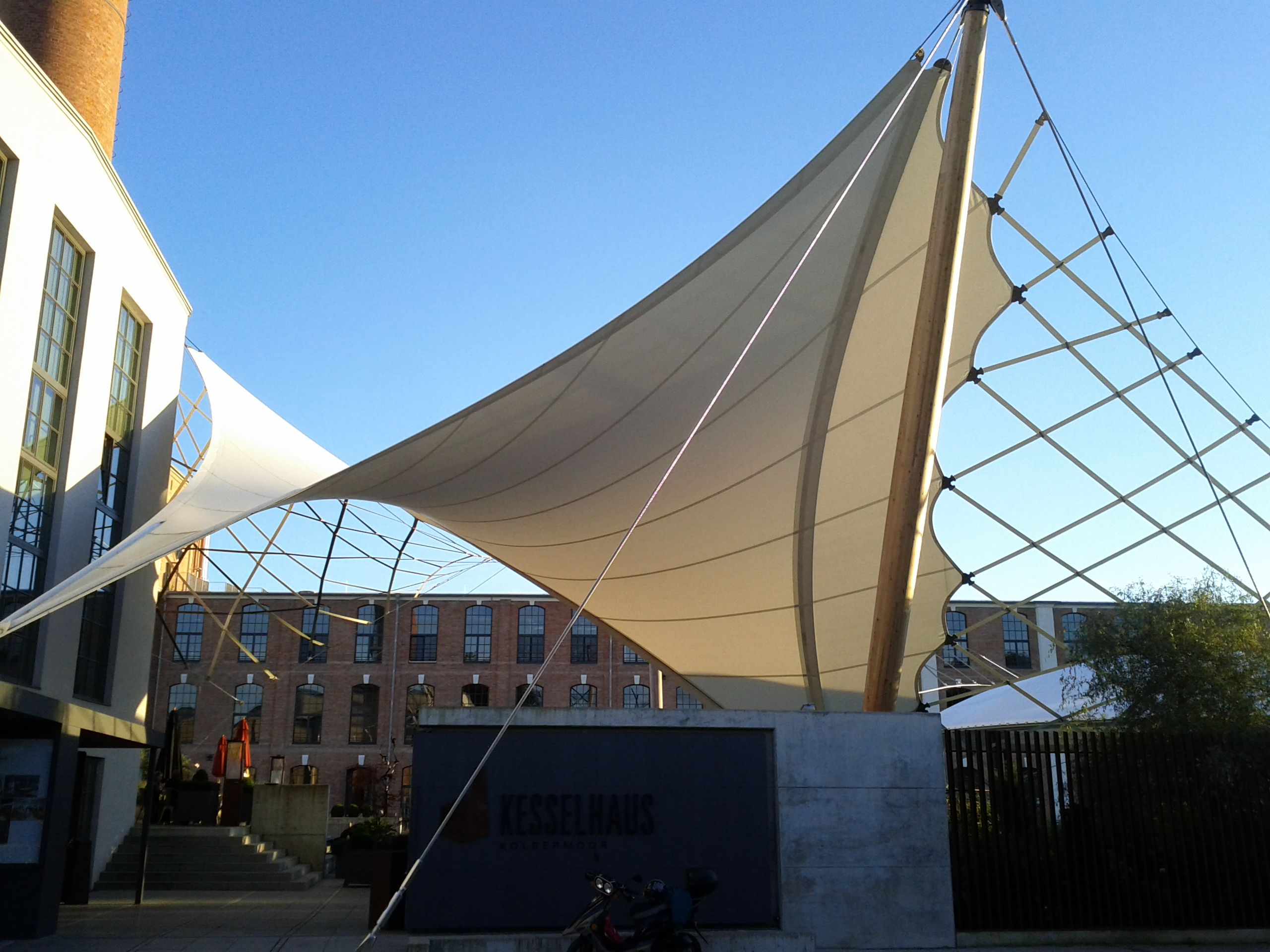
Das renovierte Kesselhaus mit der neuen Zeltdach-Konstruktion

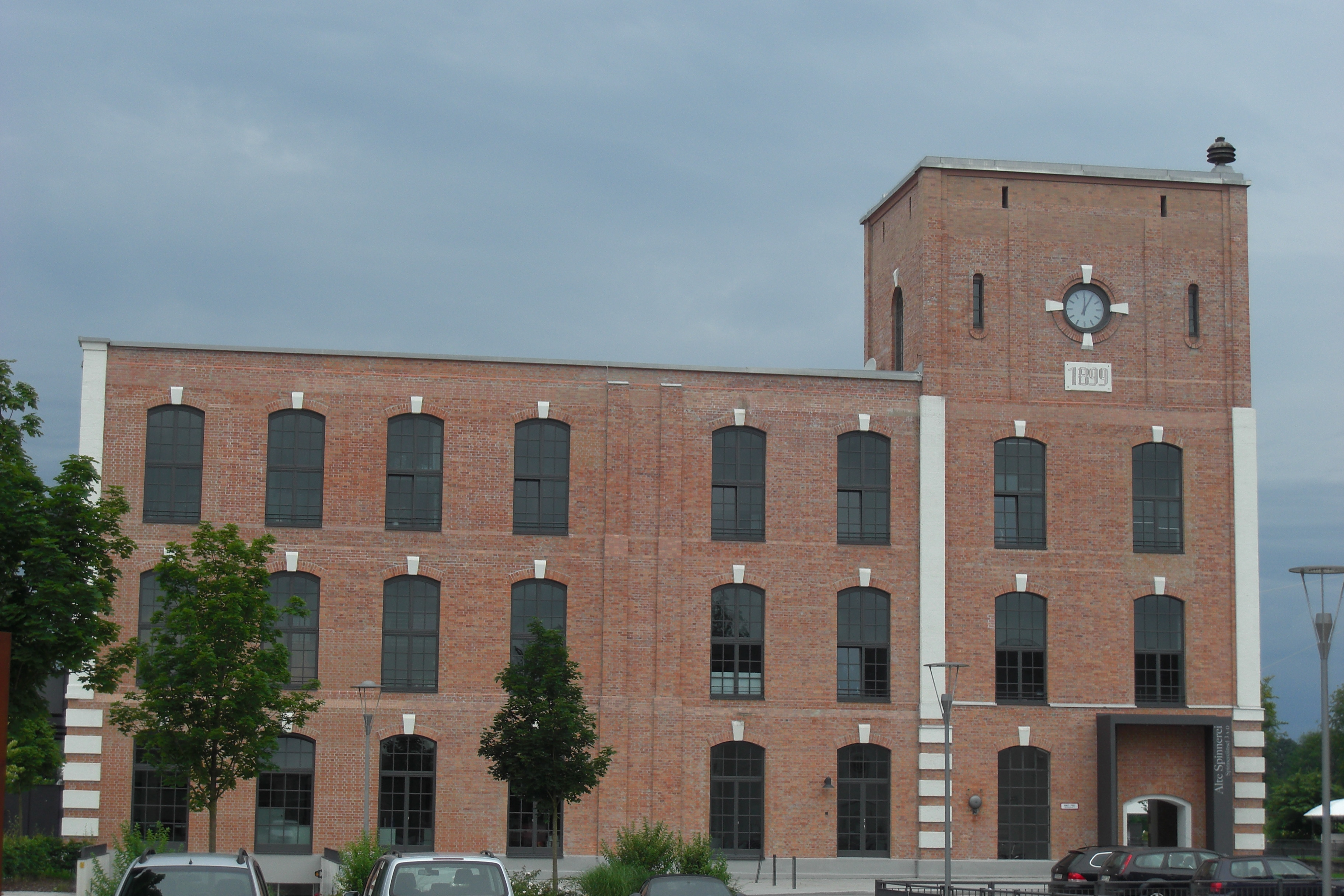
Das renovierte Hauptgebäude der ehemaligen Baumwollspinnerei Kolbermoor, Frontansicht von Osten

Wichtigstes Projekt in Kolbermoor war und ist die Nutzung des ehemaligen Spinnereigeländes westlich der Innenstadt. Das Gelände wurde 2005 von der Firma Quest erworben. Erhaltenswerte Teile der ehemaligen Baumwollspinnerei wurden renoviert, andere abgerissen. Ziel der Neuplanung ist es, ein attraktives Gewerbe- und Wohnzentrum zu entwickeln, das die alte Innenstadt als neuen Mittelpunkt erweitern soll. Ein Bürgerbegehren vom 2. Oktober 2005, das den Erhalt eines Waldstücks hinter dem Gelände gefordert hatte, ist gescheitert.

#### Hochwasserschutz
Ein weiteres wichtiges Thema in Kolbermoor ist der Hochwasserschutz. Kolbermoor liegt großteils im Hochwassergebiet der Mangfall. Ein Jahrhunderthochwasser würde fast das gesamte Stadtgebiet südlich des Bahndamms überfluten. Am 23. August 2005 blieb das Mangfallgebiet nur knapp von einem größeren Hochwasser verschont. Von daher werden große Anstrengungen unternommen, die Deiche zu ertüchtigen. Die Arbeiten sollten 2012 beendet sein. Die Arbeiten westlich der Stadt im Bereich Aiblingerau wurden 2010 abgeschlossen.
Das Hochwasser der Mangfall im Juni 2013 überschwemmte weite Teile von Kolbermoor Süd-Ost bis nach Rosenheim-Schwaig und Oberwöhr und verursachte schwere Schäden in den bewohnten Gebieten. Daraufhin wurde die oben genannte Deichertüchtigung mit Sondermitteln des Freistaats sofort erheblich verstärkt durch beidseitigen Einbau mehrerer Kilometer Spundwände und durch einen Deichneubau, der 2014 abgeschlossen sein soll. Im Zuge dessen sollen zwei Fußgängerbrücken über die Mangfall und eine Fußgängerbrücke über den Kanal entstehen.

#### Rathausneubau
Der Stadtrat beschloss 2009 den Neubau eines Rathauses mit Stadtbücherei, Bürgerbüro, Volkshochschule, Büroräume, einem Sitzungssaal, einem Trauraum und weiteren Ausstellungsflächen. Der Realisierungswettbewerb, an dem 27 Architekturbüros teilgenommen haben, wurde Mitte Februar 2010 entschieden. Das Preisgericht prämierte das Architekturbüro Behnisch Architekten und beauftragte es mit dem Neubau des Rathauses, das 2013 fertiggestellt und eingeweiht wurde.

### Städtepartnerschaft
Seit 2009 besteht eine Städtepartnerschaft mit Stia in Italien.

## Sehenswürdigkeiten

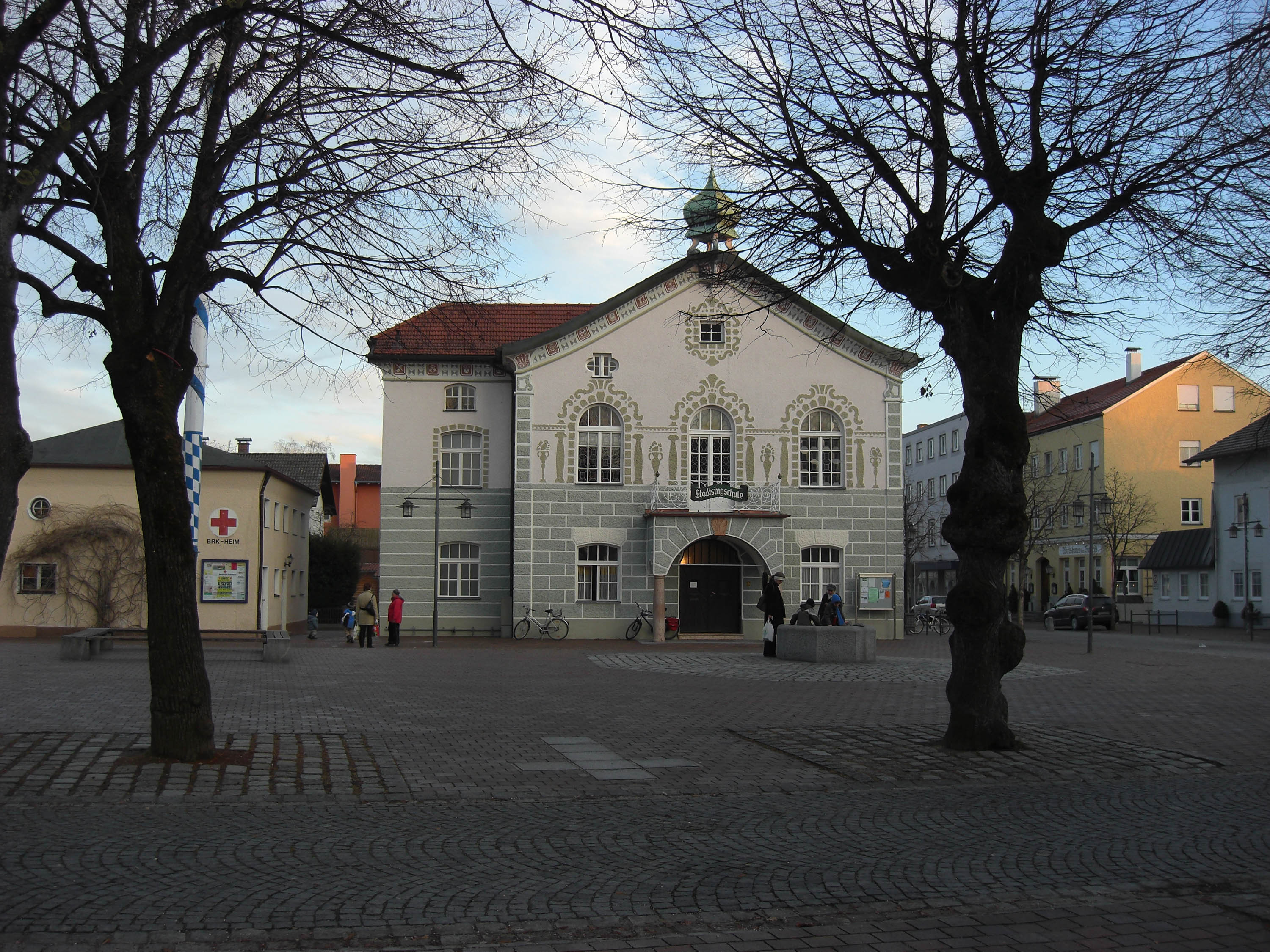
Altes Rathaus Kolbermoor am alten Rathausplatz, ein Marktplatz in der Stadtmitte von Kolbermoor

- Neues Rathaus (Rathausplatz 1) mit Bücherei, Bürgerbüro und Volkshochschule
- Altes Rathaus
- Ehemalige Baumwollspinnerei mit Arbeitersiedlung
- Katholische Pfarrkirche Heilige Dreifaltigkeit
- Katholische Pfarrkirche Wiederkunft Christi
- Schloss Pullach
- Kesselhaus und Turbinenhaus im Gelände der ehemaligen Baumwollspinnerei Kolbermoor
- Friedrich-Ebert-Straße am Kanal von Kolbermoor/Villen im barockisierenden Heimatstil
- König-Ludwig-Denkmal in der Hasslerstraße
- Brunnen am Edmund-Bergmann-Platz
- Tonwerkweiher
- Spinnereiweiher
- Spinnereipark
- Arbeitersiedlung in der Carl-Jordan-Straße/Hundertmeterbau
- Rosengarten am Kesselhaus
- in ursprünglicher Architektur saniertes Bahnhofsgebäude[18]

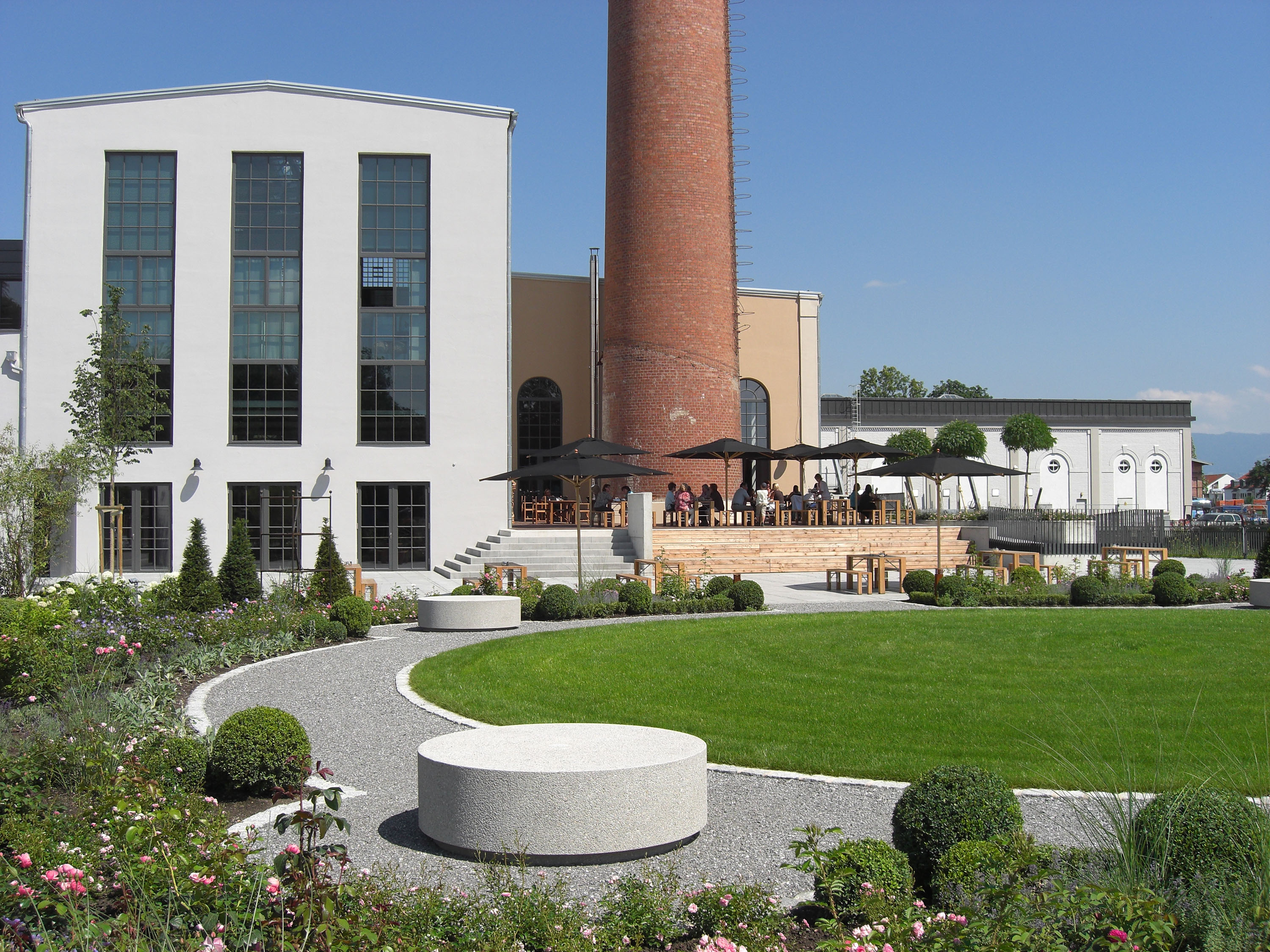
Café in der ehemaligen Baumwollspinnerei Kolbermoor im Kesselhaus
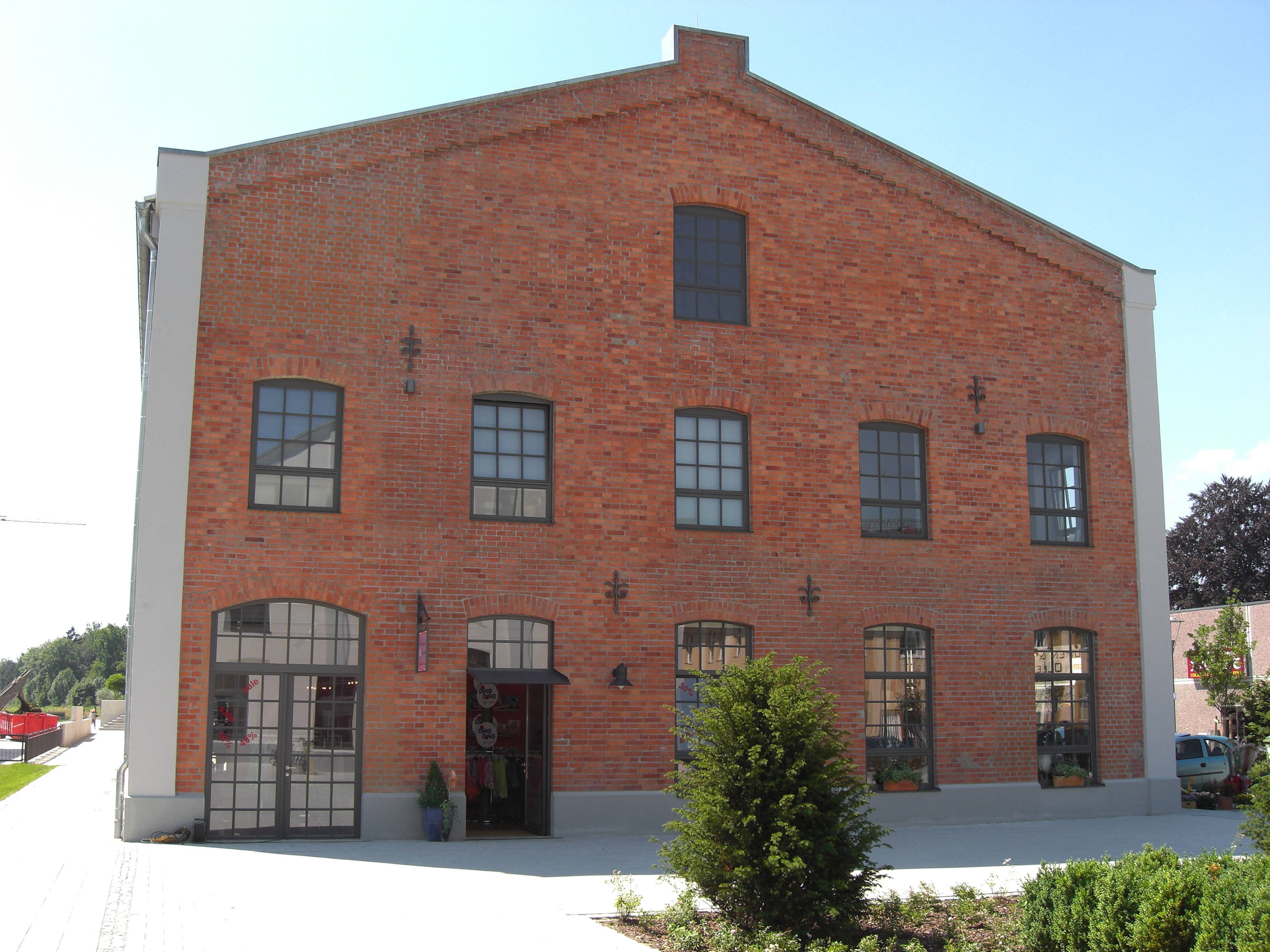
Renovierte historische Fassade in der alten Baumwollspinnerei
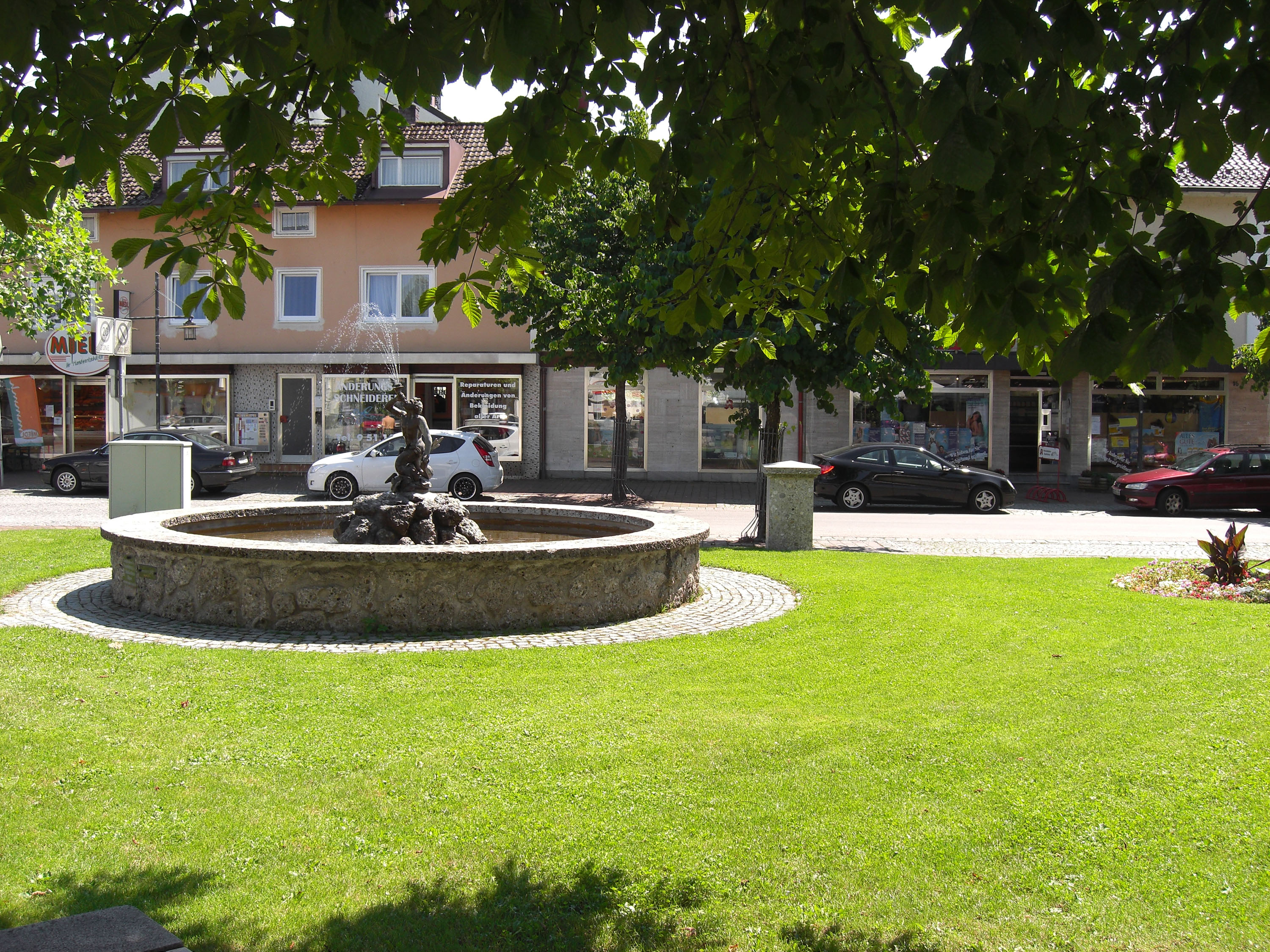
Edmund-Bergmann-Platz in der Stadtmitte
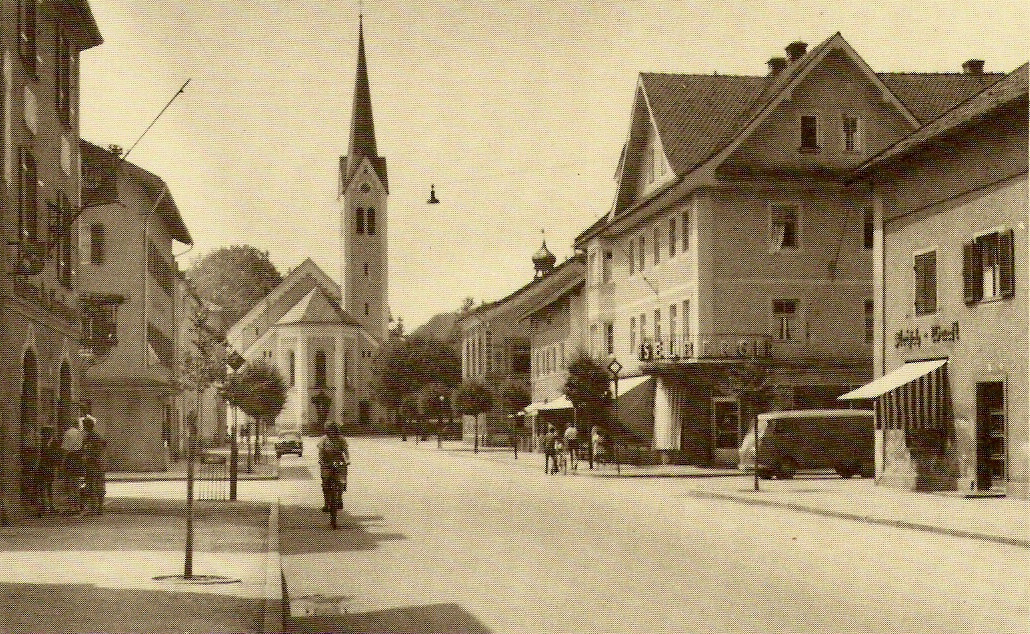
Rosenheimer Straße (Aufnahme aus dem Jahr 1951)
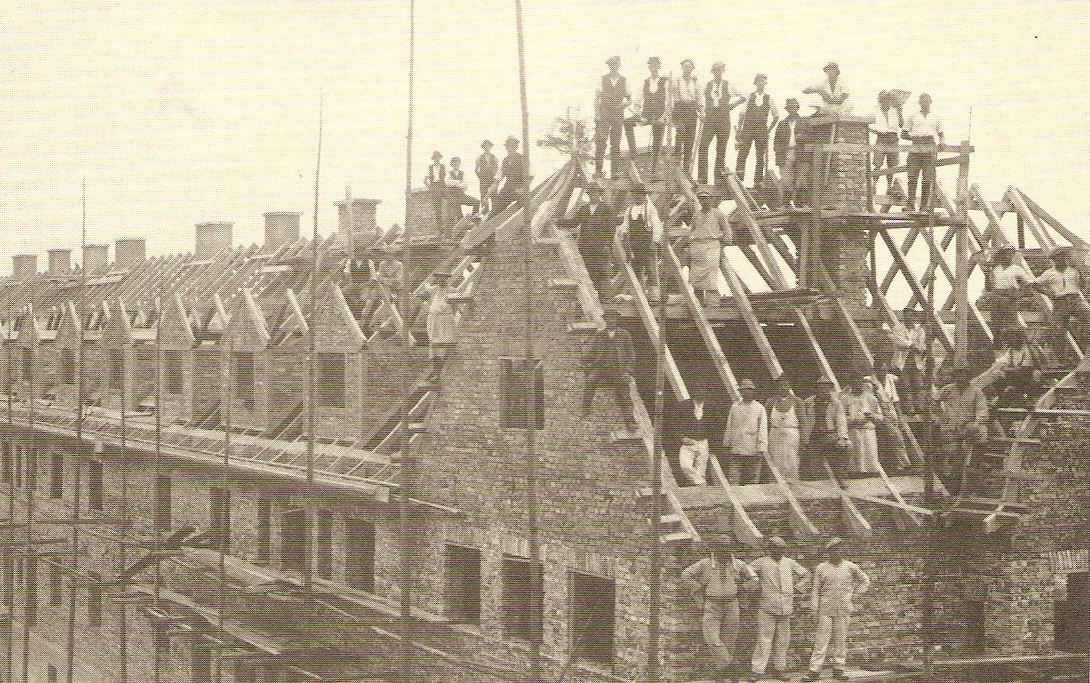
Der Rohbau des Hundertmeterbaus in der Carl-Jordan-Straße (erbaut 1919 bis 1922)
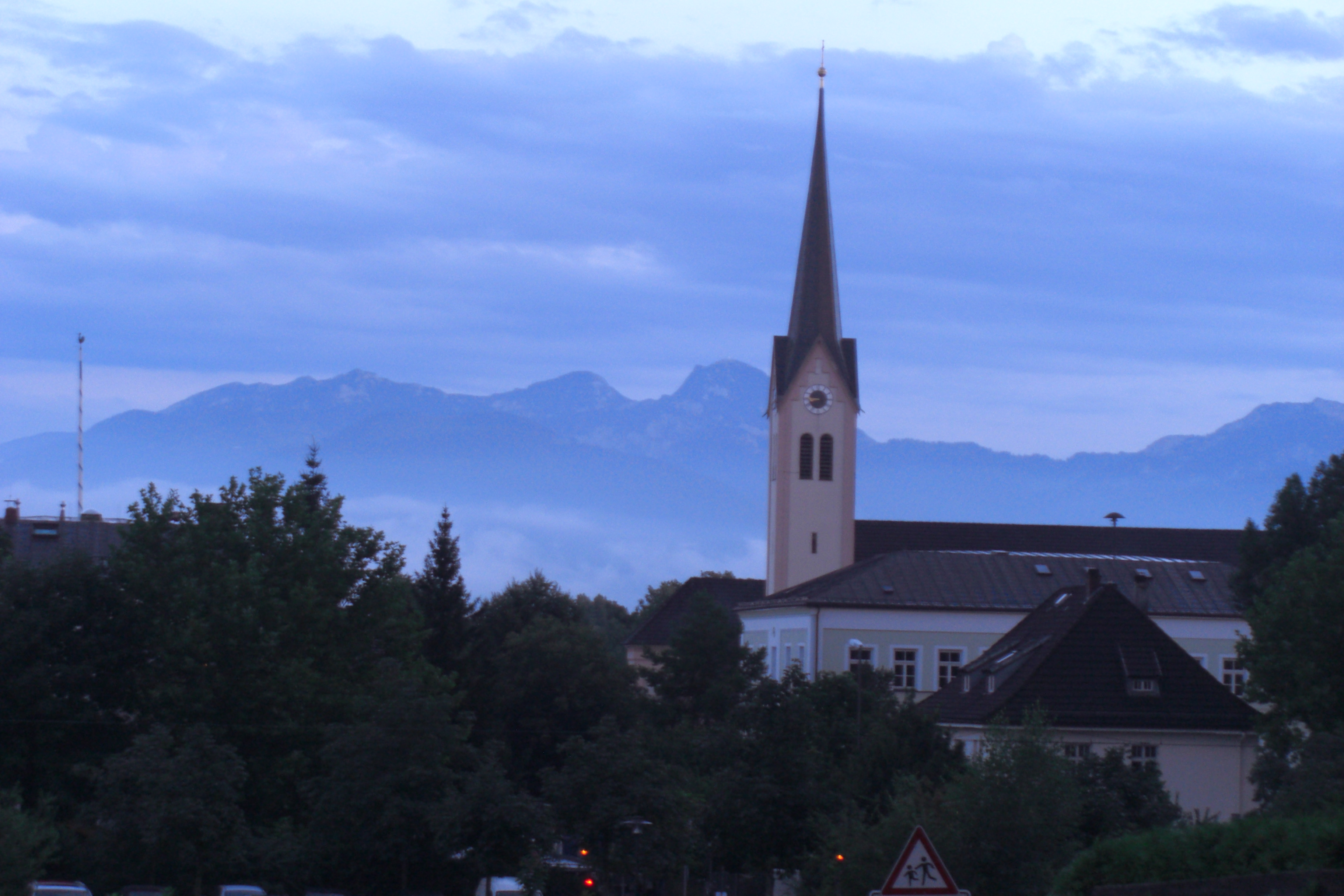
Kirche Heilige Dreifaltigkeit – im Hintergrund der Wendelstein
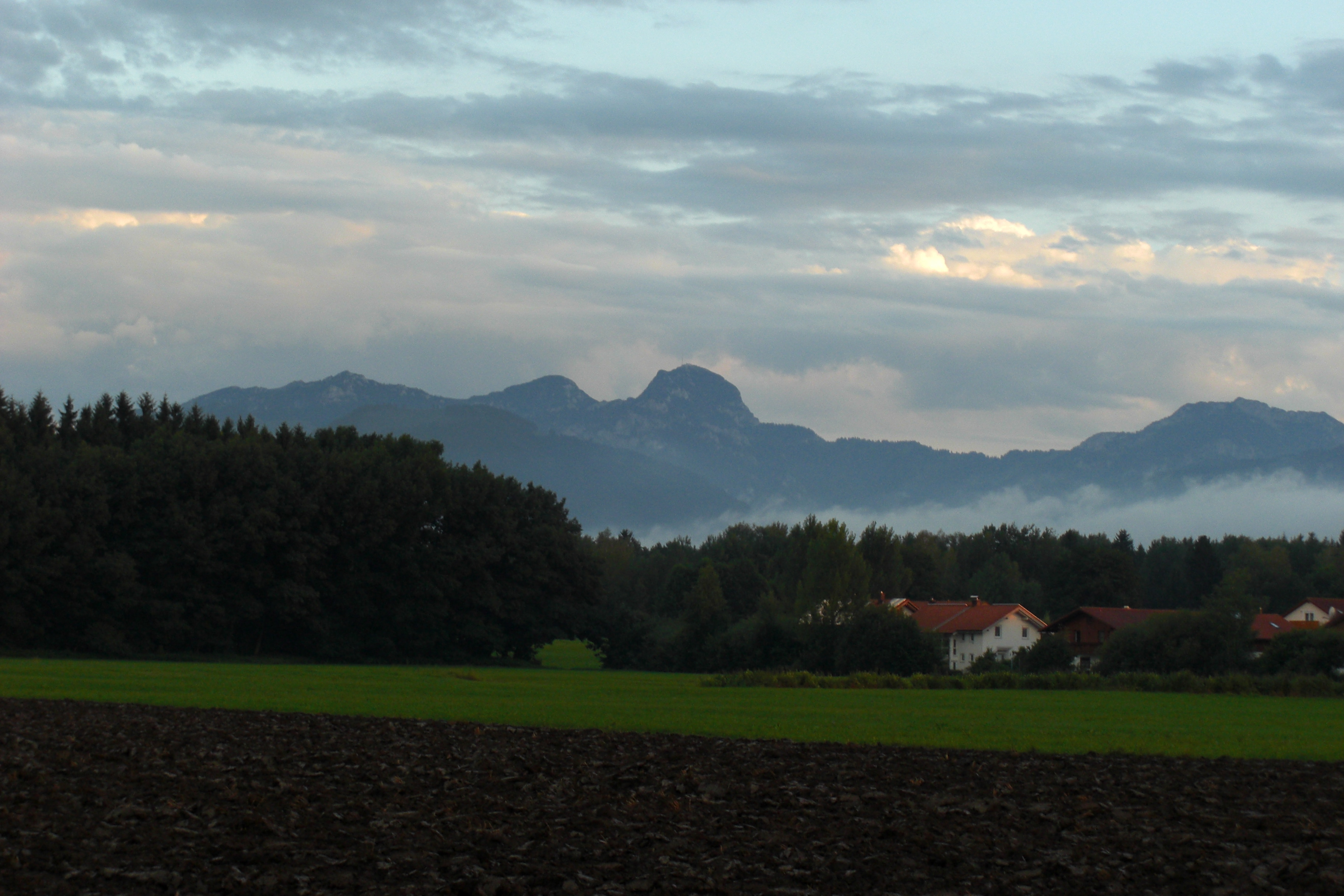
Blick von Kolbermoor Süd auf den Wendelstein
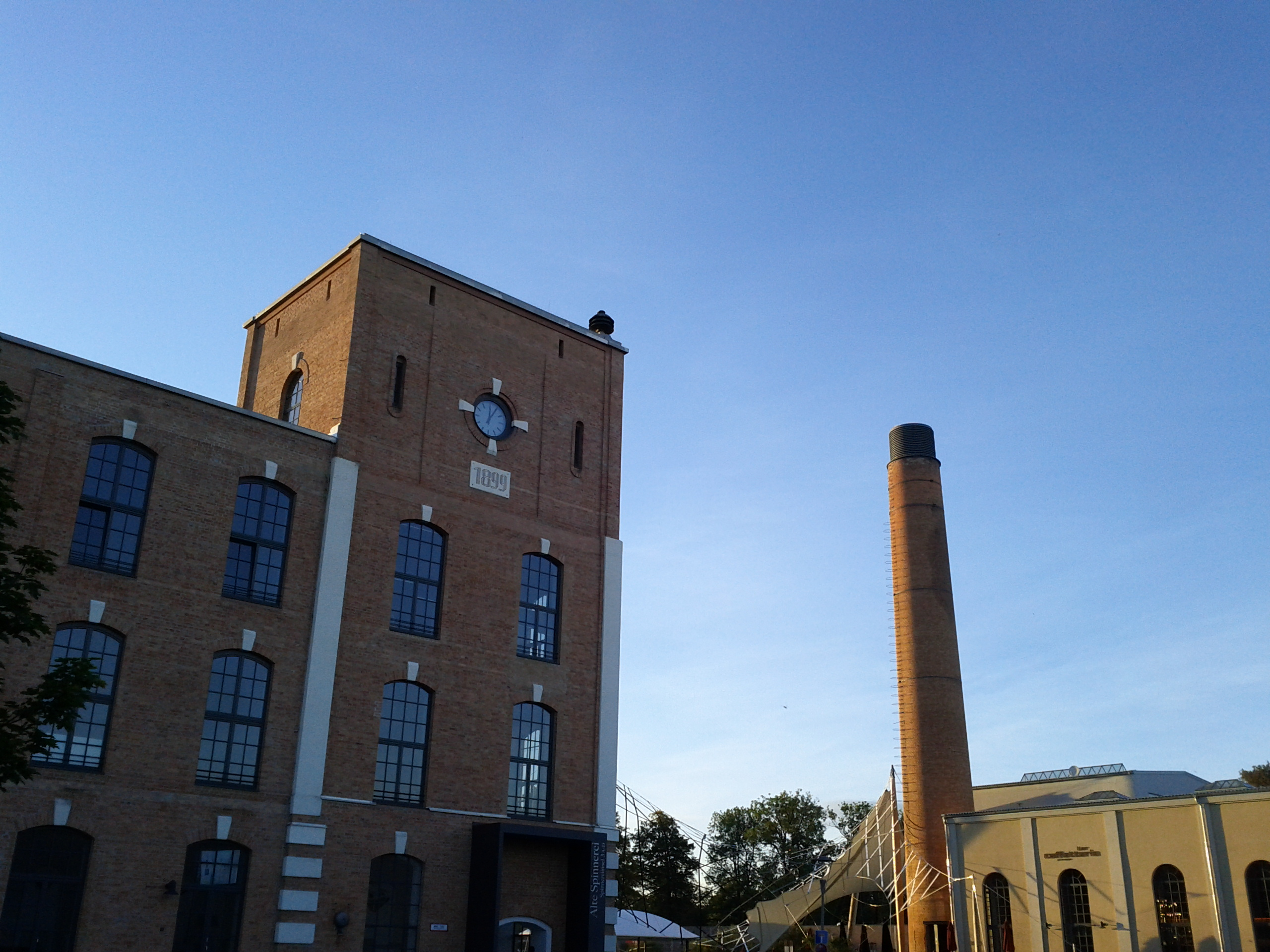
Das renovierte Hauptgebäude der ehemaligen Baumwollspinnerei mit Kesselhaus
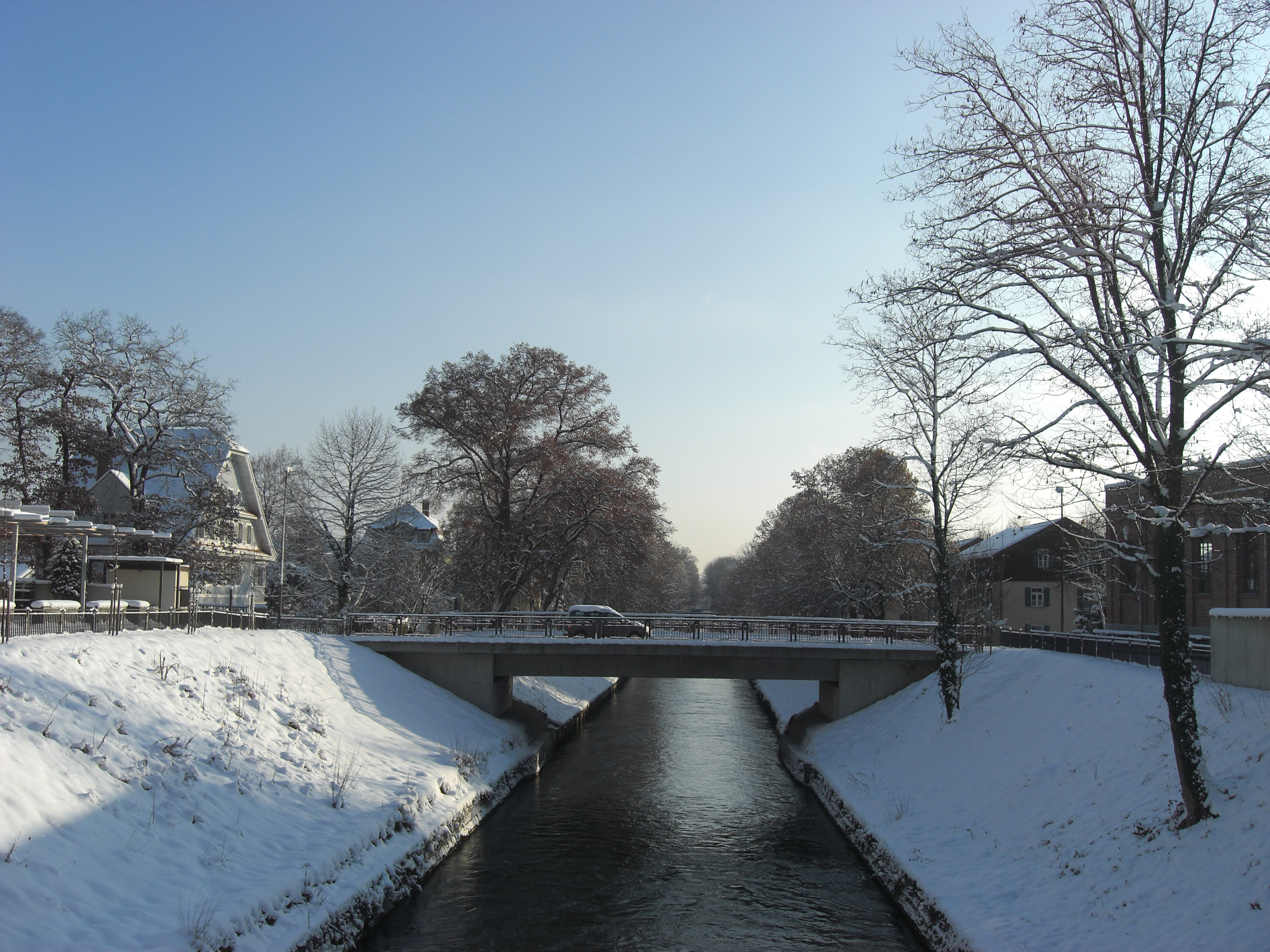
Werkskanal der ehemaligen Baumwollspinnerei, in Richtung Osten
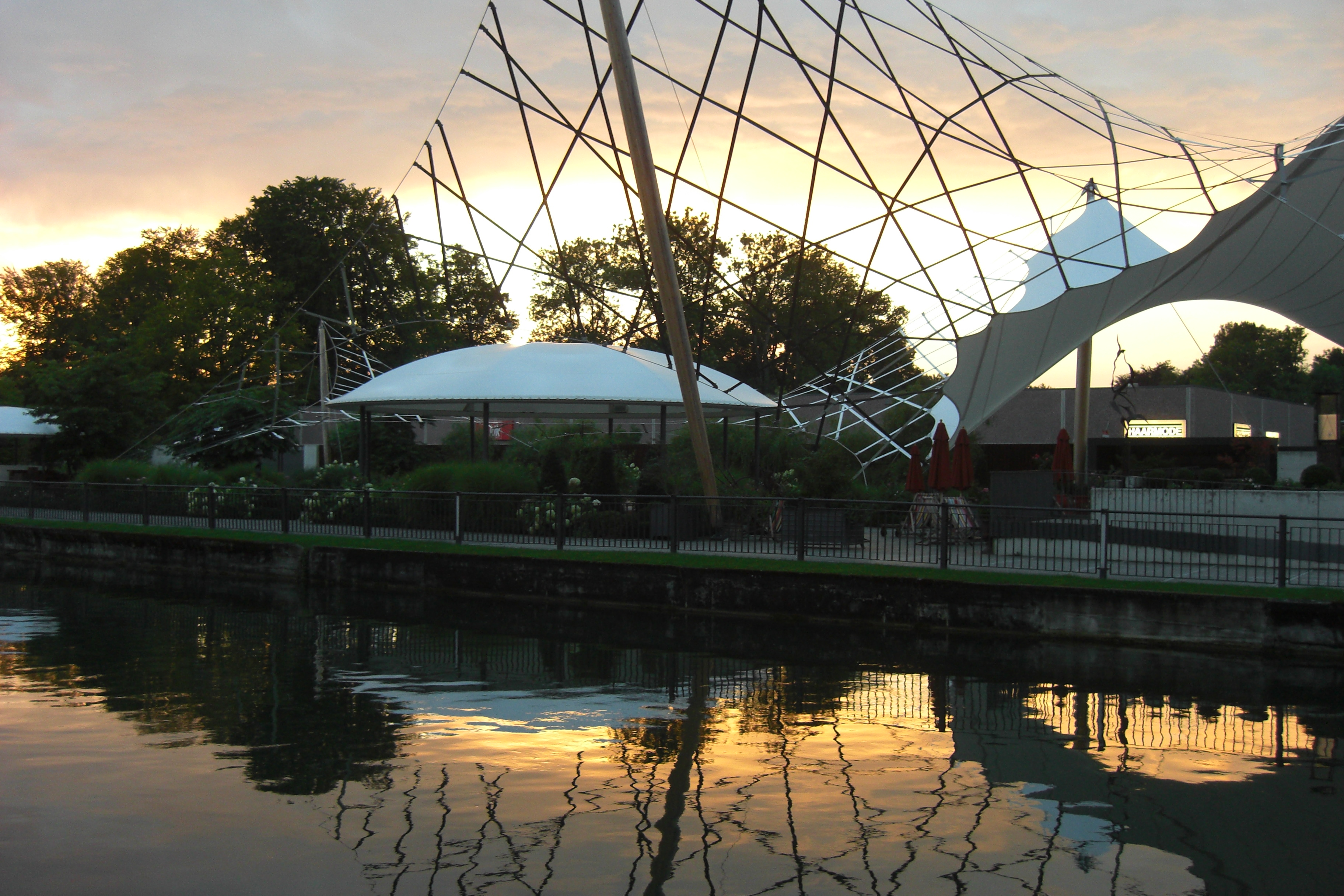
Rosengarten in der ehemaligen Baumwollspinnerei mit Zeltüberdachung

### Baudenkmäler
In der Liste der Baudenkmäler in Kolbermoor sind die Baudenkmäler der oberbayerischen Stadt Kolbermoor und ihrer Ortsteile aufgelistet.

#### Baumwollspinnerei Kolbermoor
Die Baumwollspinnerei Kolbermoor war ein Industrieunternehmen des Ortes Kolbermoor in Bayern.

#### Altes Rathaus Kolbermoor
Das alte Rathaus in der Rosenheimer Straße 1 wurde 1873 durch den Bader und Chirurg Eduard Angerbauer erbaut, im Volksmund hieß es von Beginn an das „Angerbauerhaus“.

## Wirtschaft und Infrastruktur

### Wirtschaft
Die Gemeindesteuereinnahmen betrugen im Jahr 2020 24.362.000 €. Nach der amtlichen Statistik aus dem Jahr 2020 gab es im Sektor Handel, Verkehr und Gastgewerbe 1720, bei Unternehmensdienstleistungen 981 und im Bereich öffentliche und private Dienstleister 1343 sozialversicherungspflichtig Beschäftigte am Arbeitsort. Sozialversicherungspflichtig Beschäftigte am Wohnort gab es insgesamt 8015.

#### Gewerbegebiete
Kolbermoor bezeichnet sich selbst als „Einkaufsstadt“. Heute prägen neben den Industriebauten zahlreiche Einkaufsmärkte das Stadtbild. Wegen der Renovierung der alten Spinnereigebäude ist inzwischen ein vielseitiges Angebot von Gewerbebetrieben und Geschäften im Zentrum entstanden. Im Osten ist Kolbermoor inzwischen mit Rosenheim fast zusammengewachsen. Das Industriegelände „Aicherpark“, ein ehemals holzverarbeitendes Gewerbegebiet, verbindet die beiden Städte. Entlang der Staatsstraße, die Kolbermoor und Rosenheim südlich der Mangfall verbindet, werden immer mehr Gewerbeflächen ausgewiesen. Die noch bestehenden Baulücken dürften sich bald schließen. Ein neues Gewerbegebiet östlich des Stadtteils Mitterhart wurde 2007 eröffnet. Auch im Westen von Kolbermoor, Richtung Bad Aibling, haben sich bereits einige Gewerbetreibende und Geschäfte angesiedelt.

#### Ansässige Unternehmen
- Bayernwerk AG Netzcenter Kolbermoor
- Sebastian Daxeder Bauunternehmung GmbH
- Elektro Hartinger & Sohn GmbH & Co. KG
- Mues Products & Moulds GmbH & Co. KG
- Komar Products GmbH & Co. KG
- Textilservice Stangelmayer GmbH
- TechDivision GmbH
- joblocal GmbH
- Edelobstbrennerei & Weinkellerei Franz Stettner & Sohn GmbH
- Lotec GmbH
- BayWa AG
- Rofa AG, Rosenheimer Förderanlagen
- Deutsche Post AG, Briefzentrum 83
- R & F Richter und Frenzel
- Cohu Inc.
- Werndl & Partner GmbH
- Max von Bredow Baukultur GmbH
- Auto Eder GmbH
- toom Baumarkt Kolbermoor
- ACP IT Solutions AG
- Schrempf & Lahm Freizeitfahrzeuge GmbH
- Rieder Faserbeton-Elemente GmbH
- Quest Club GmbH & Co. KG
- Maximilian Josef Krug e. K.

### Infrastruktur

#### Verkehr

##### Straßenverkehr
- A 8, Ausfahrt 100 Bad Aibling
- A 8, Ausfahrt 100b Rosenheim-West
- Staatsstraße 2078 A 8 AS München-Perlach – Höhenkirchen – Feldkirchen – (Bad Aibling) – Pang – B 15 (Pfraundorf)

Die Staatsstraße 2078 München – Rosenheim schneidet durch den Süden der Stadt, nördlich der Mangfall fließt der Verkehrsstrom von Rosenheim kommend durch den „Aicherpark“ und den Stadtkern in Richtung Bad Aibling. Mit der im Mai 2007 fertiggestellten Verbindung Panorama-Schwaig besitzt Kolbermoor eine bessere Verbindung zur Anschlussstelle Rosenheim an der Bundesautobahn 8 (A 8), die jedoch auch über die Anschlussstelle Bad Aibling erreichbar ist. Seit der Fertigstellung des ersten Bauabschnitts der Westtangente Rosenheim im Oktober 2015 ist Kolbermoor nahezu direkt an die A 8 und die A 93 (Inntalautobahn) angebunden. Erst mit der Fertigstellung der Westtangente (erwartet für 2025) wird ein direkter Anschluss zur Bundesstraße 15 in Richtung Wasserburg am Inn hergestellt werden.

##### Schienenverkehr
- Bahnstrecke (München) – Holzkirchen – Rosenheim (Mangfalltalbahn)

In der Stadt befindet sich seit 1859 ein Bahnhof an der Bahnstrecke München – Holzkirchen – Rosenheim, der mindestens stündlich vom BRB bedient wird. Der Anschluss an die damalige Bayerische Maximiliansbahn brachte für Kolbermoor einen erheblichen Aufschwung. Heute nutzen zahlreiche Pendler und Reisende den Bahnhof. Zwischen Rosenheim und Kolbermoor befindet sich der im September 2019 eröffnete Haltepunkt Rosenheim Aicherpark. Der Kolbermoorer Bahnhof wurde im Jahr 2019 saniert und um eine Bahnhofshalle erweitert. Seit Februar 2023 wird der Bahnhof barrierefrei umgestaltet. Anschließend soll das Bahnhofsareal ausgebaut werden.

##### Öffentlicher Personennahverkehr
Die Stadt Kolbermoor wird insgesamt durch fünf Buslinien erschlossen. Die Linien 331, 332, 333, 334 und 335 führen jeweils vom Bahnhof abgehend in die Stadtteile. Mit den Linien 340, 409 und 429 besteht eine Anbindung an die Stadt Rosenheim, durch die Linien 340 und 344 an die Stadt Bad Aibling. Die Linien 342 und 408 verkehren nur auf einzelnen Fahrten. Durch den einstimmig beschlossenen Entschluss des Stadtrats ist dieser Stadteigene Verkehr seit Dezember 2023 dem MVV beigetreten.
| Linie | Linienverlauf | Verkehrsunternehmen          |
| ----- | --- | ---------------------------- |
| 331   | Kolbermoor Bahnhof R – Siedlerplatz – Kolbermoor Bahnhof R                                                           | Stadt Kolbermoor             |
| 332   | Kolbermoor Bahnhof R – Tierheim – Moorkultur – Kolbermoor Bahnhof R                                                  | Stadt Kolbermoor             |
| 333   | Kolbermoor Bahnhof R – Herto-Park – Schlarbhofen – Kolbermoor Bahnhof R                                              | Stadt Kolbermoor             |
| 334   | Kolbermoor Bahnhof R – Freibad – Schlarbhofen – Herto-Park – Kolbermoor Bahnhof R                                    | Stadt Kolbermoor             |
| 335   | Conradty-Altenheim – Kolbermoor Bahnhof R                                                                            | Stadt Kolbermoor             |
| 340   | (Ellmosen –) Bad Aibling – Kolbermoor R – Rosenheim Bahnhof R – Rosenheim, Stadtmitte                                | Busunternehmen Max Hollinger |
| 342   | Rosenheim Stadtmitte – Rosenheim Bahnhof R – Kolbermoor R – Bad Aibling R                                            | RVO                          |
| 344   | Bad Aibling – Kolbermoor R – Großkarolinenfeld                                                                       | Busunternehmen Max Hollinger |
| 408   | Kolbermoor, Siedlerplatz – Kolbermoor R – Rosenheim Bahnhof R – Stadtmitte                                           | Stadtverkehr Rosenheim       |
| 409   | Rosenheim, Stadtmitte – Rosenheim Bahnhof R – Aicherpark R – Kolbermoor R – Kolbermoor, Königseestraße               | Stadtverkehr Rosenheim       |
| 429   | Abendverkehr: Rosenheim, Stadtmitte – Rosenheim Bahnhof R – Aicherpark R – Kolbermoor R – Kolbermoor, Königseestraße | Stadtverkehr Rosenheim       |

#### Versorgung

##### Stromversorgung

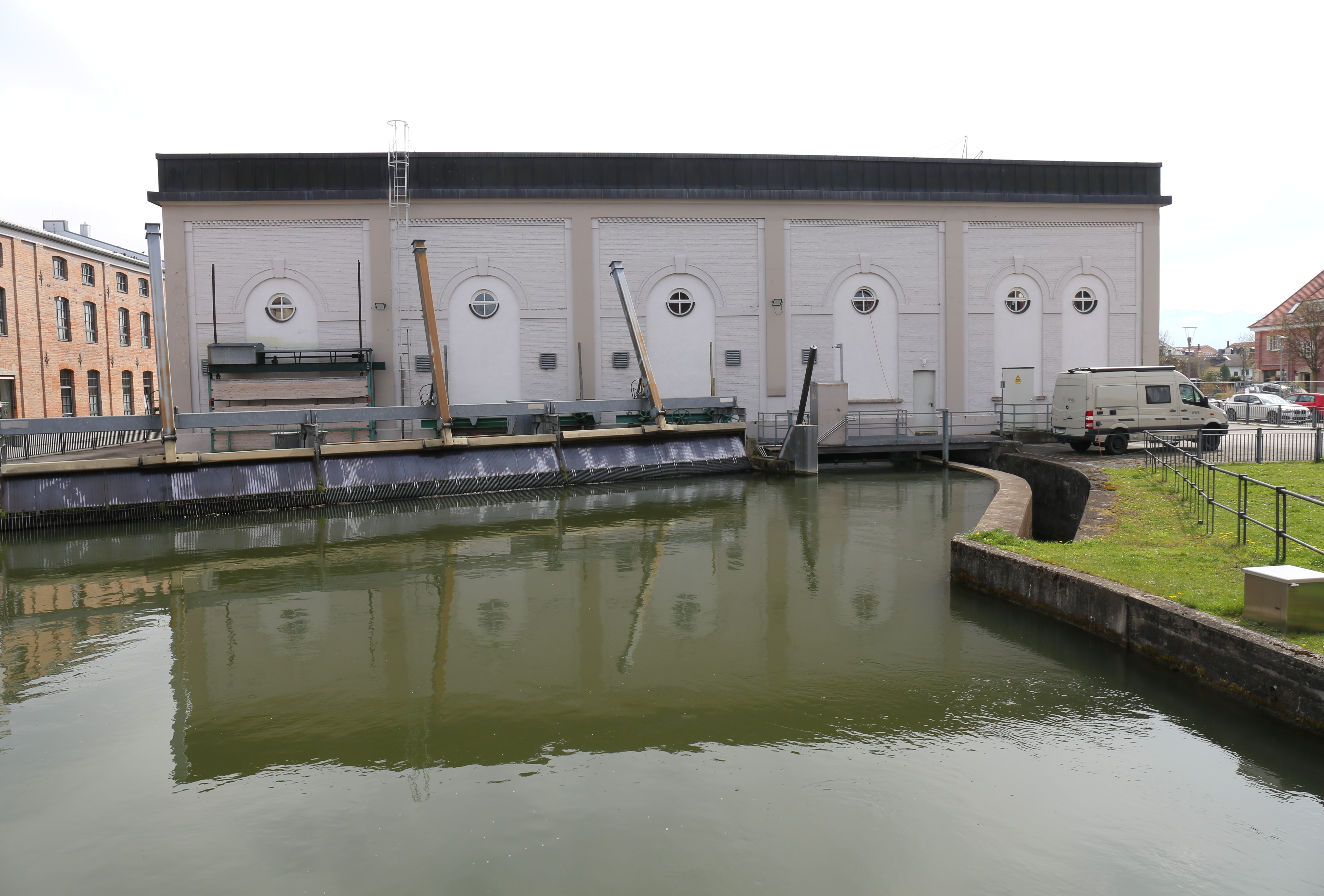
Im Wasserkraftwerk Spinnereiinsel 4 war früher die Schaltzentrale und das Zentrum der Kolbermoorer Elektrizitätswerke vor dem Verkauf an die Isar-Amperwerke

Der Netzbetreiber in Kolbermoor ist Bayernwerk. Anfang der 1990er Jahre wurde das örtliche Stromnetz an die Isar-Amperwerke verkauft. Die Wasserkraftwerke der Baumwollspinnerei wurden an Elektrizitätswerke WWS GmbH verkauft. Vor den Verkäufen war das Elektrizitätswerk Kolbermoor der örtliche Stromnetzbetreiber. Der zentrale Betrieb des Kolbermoorer Elektrizitätswerks war im Wasserkraftwerk beim Mangfallkanal auf dem Gelände der Baumwollspinnerei angesiedelt. Nach dem Zweiten Weltkrieg wuchs das Kolbermoor Stromnetz stark an. Die Kapazitäten wurden erhöht und ausgebaut.

##### Erdgasversorgung
Die Erdgasversorgung in Kolbermoor wird von der Innergie in Kooperation mit den Stadtwerken Rosenheim betrieben.

##### Wärmeversorgung
Die Innergie betreibt und verwaltet einige Wärmenetze in Kolbermoor. Ein weiterer stetiger Ausbau des Wärmenetzes in Kolbermoor ist in Planung.

##### Wasserver- und Abwasserentsorgung
Das Wasserwerk Kolbermoor betreibt das örtliche Wasser- und Abwassernetz. Betriebsstätte des Wasserwerkes ist beim Bauhof Kolbermoor.

#### Bildung

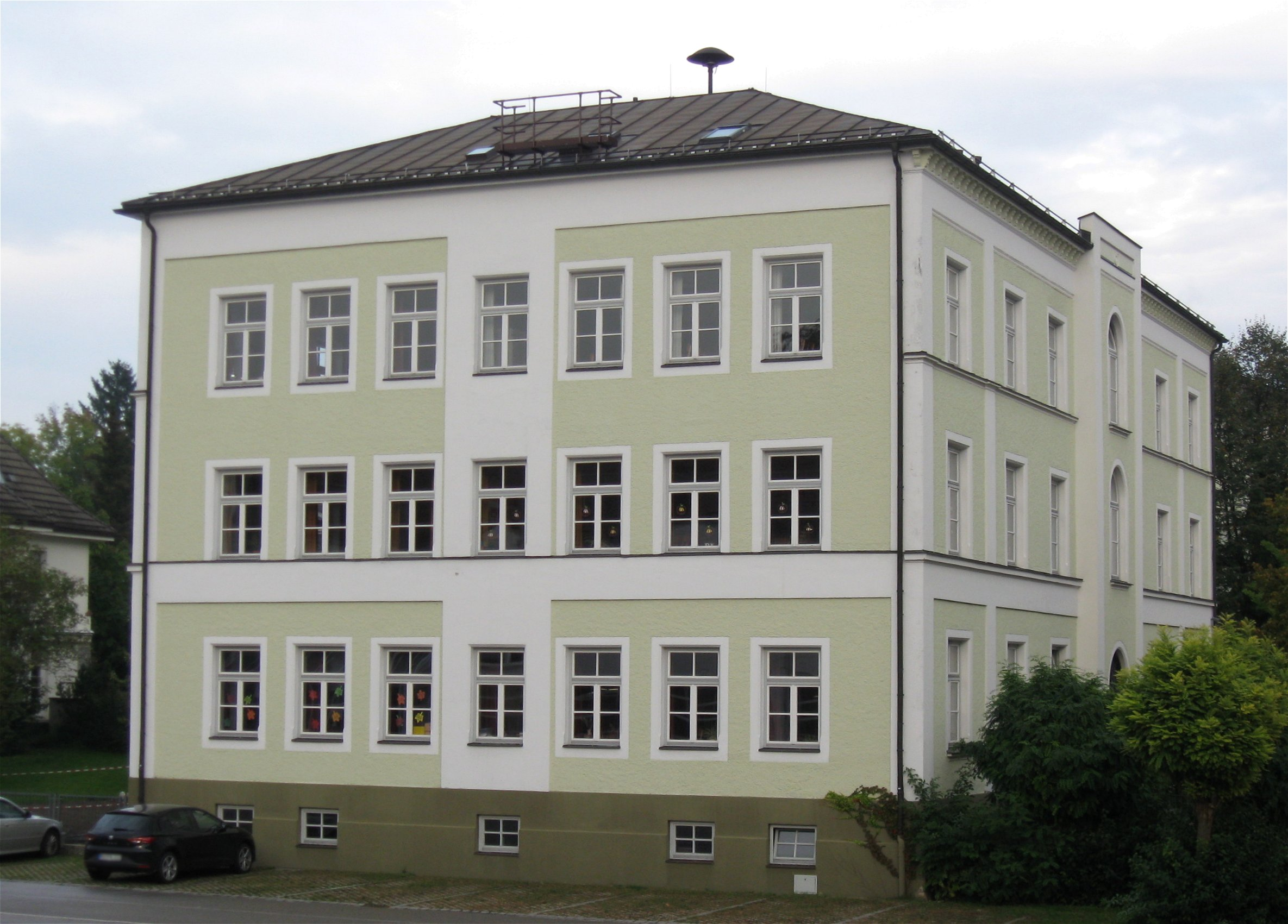
Mangfallgrundschule
Rainerstraße 2

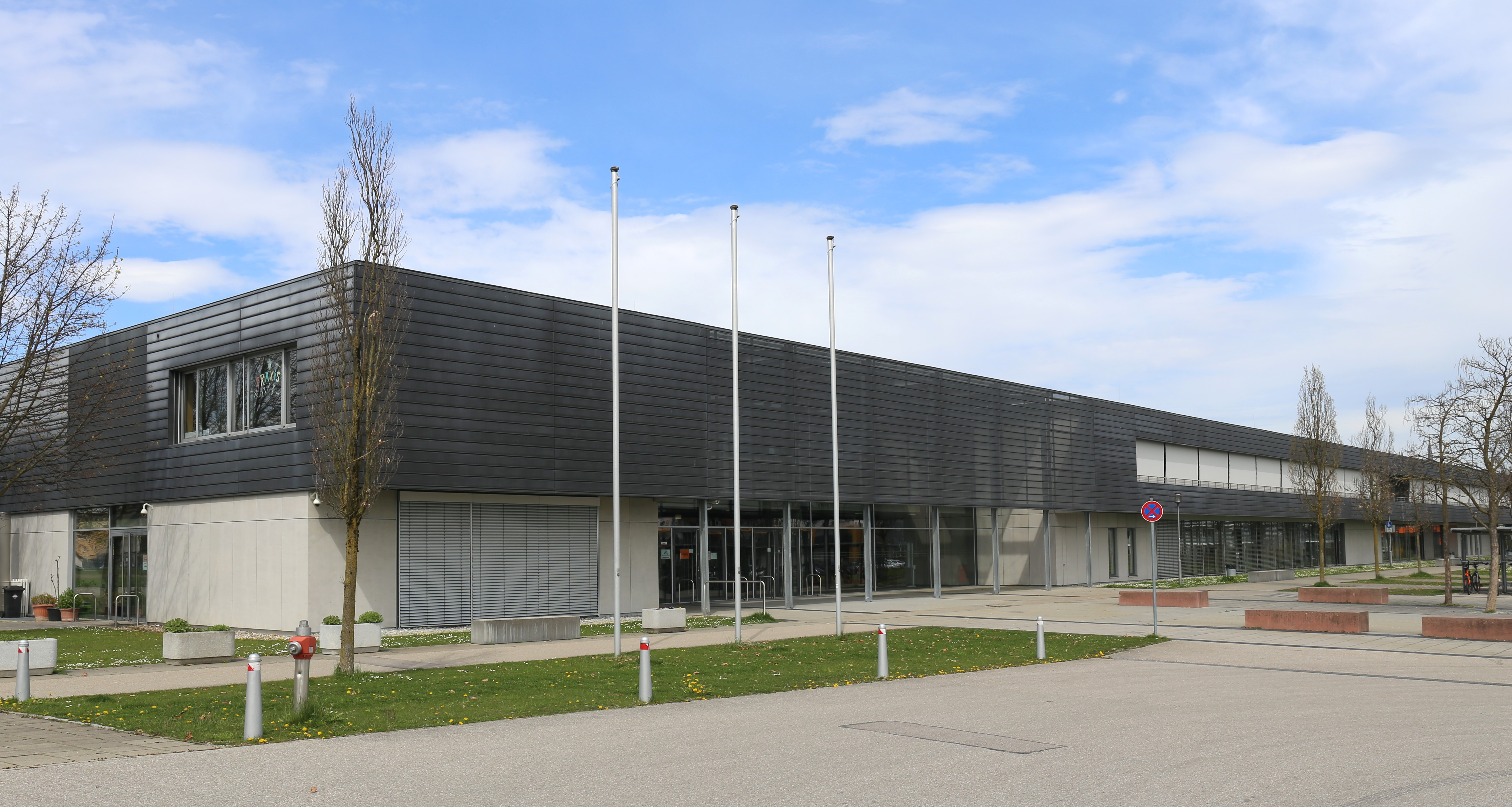
Pauline-Thoma-Mittelschule

Die Schulen, insbesondere die Handelsschule Alpenland (seit 1974 in Bad Aibling als Wirtschaftsschule Alpenland), waren für Kolbermoors soziale und kulturelle Entwicklung bedeutend. Dass die zweitgrößte Stadt des Landkreises Rosenheim dennoch weder eine Realschule noch ein Gymnasium hat, ist historisch durch ihre späte Gründung und die konfliktträchtige Ortsgeschichte erklärbar. Kolbermoor galt lange Zeit nicht als attraktiver Schulort. Politiker aller Parteien machen sich deshalb seit Jahren dafür stark, dass Kolbermoor eine überregionale Schule erhält.

##### Schulen
- Grundschulen: Mangfallschule Kolbermoor (Rainerstraße) und Adolf-Rasp-Schule
- Pauline-Thoma-Mittelschule; 2004 mit Ganztagesbereich als Modellschule in Bayern und eine der größten und teuersten Hauptschulen des Landes fertiggestellt;
- Volkshochschule Kolbermoor (seit 2012 im neuen Rathaus)[23]
- Stadtsing- und Musikschule Kolbermoor[24]

##### Museum
Die Stadt kaufte 1996 das sanierungsbedürftige ehemalige Postgebäude neben dem Kolbermoorer Bahnhof und beschloss im Februar 1997, das Gebäude im Rahmen der Städtebauförderung zu sanieren und dem Förderverein Heimatmuseum Kolbermoor e. V. für den Betrieb eines Heimatmuseums zu übergeben. Für die Ausstattung des Hauses war der Verein selbst verantwortlich. Nach der Renovierung des Gebäudes wurde das Haus am 10. Oktober 1998 eröffnet. Durch Spenden, Vereinsbeiträge und die Mitwirkung von Vereinen konnten zahlreiche Ausstellungen wie z. B. Tiere im Moor und Torf, Torfgeräte, Baumwollspinnerei Kolbermoor, Tonwerke Kolbermoor und Mitterhart, die Entstehungsgeschichte Kolbermoors und auch eine Gedenkausstellung für König Ludwig II. geschaffen werden.
Das Heimat- und Industriemuseum wurde von dem Gründer und Ehrenvorsitzenden des Fördervereins Heimatmuseum Kolbermoor e. V., Horst Rivier, geschaffen. Seit der Vereinsgründung am 1. April 1987 wurden mit viel Liebe zum Detail Exponate angesammelt. Mit Hilfe von Zeitzeugen konnten geschichtliche Einzelheiten dokumentiert werden. Der Kulturpreisträger Horst Rivier hat in vier Heimatbüchern die kurze, ereignisreiche Geschichte der Stadt Kolbermoor festgehalten.

##### Weitere Einrichtungen
- Kindergärten: 550 Kindergartenplätze (Stand Feb. 2012)
- Akademie der Bildenden Künste an der Alten Spinnerei

#### Sport
Der SV DJK Kolbermoor spielt in der 1. Tischtennis-Bundesliga der Damen.

#### Öffentliche Einrichtungen
- Rathaus mit Stadtbücherei am Rathausplatz 1
- Freibad an der Oberen Mangfallstrasse 10a
- Jugendtreff Kolbermoor in der Dr.-Max-Hofmann-Straße 9
- Bürgertreff in der Carl-Jordan-Straße 6 b
- Freiwillige Feuerwehr Kolbermoor e. V. in der Hasslerstraße 4 und Freiwillige Feuerwehr Pullach in der Pullacher Au 1
- Bereitschaft des Bayerischen Roten Kreuzes im Bahnhofsgebäude, Bahnhofstr. 14

## Besondere Ereignisse und Begebenheiten

### Schmiedestadt
Kolbermoor ist Mitglied im Ring der Europäischen Schmiedestädte, der sich zum Ziel gesetzt hat, die regionale Vielfalt des Schmiedehandwerks und der Metallgestaltung in der globalen Einheit Europas auf allen Ebenen zu fördern.
Alle zwei Jahre findet in Kolbermoor ein Treffen (Biennale) der Schmiede und Metallgestalter statt.

### Bayerischer Gemeindetag
Am 25. Februar 1912 wurde in Kolbermoor der Verband der Landgemeinden des Königreichs Bayern gegründet, aus dem der Bayerische Gemeindetag hervorgegangen ist. Auf Initiative des damaligen Bürgermeisters von Kolbermoor, Edmund Bergmann, versammelten sich die Vertreter der 56 Gemeinden im Sieber'sche Gasthaus (heute Stadlerbräu).

## Persönlichkeiten

### Söhne und Töchter der Stadt
- Georg Schuhmann (1886–1919), von Freikorps ermordeter Vorsitzender des Volksrates Kolbermoor
- Josef Straßberger (1894–1950), Gewichtheber, Olympiasieger 1928, Europameister
- Ewald Thunig (1897–1991), Häftling im KZ Dachau, Staatssekretär im Bayer. Landwirtschaftsministerium im Kabinett Hoegner
- Hans Legath (1928–2020), Fußballspieler
- Helmut Dirnaichner (* 1942), Künstler
- Peter Graf (* 1943), Pädagoge, Philologe und Theologe
- Paul Breitner (* 1951), Fußballweltmeister 1974
- Klaus Weber-Teuber (* 1960), Psychologe, Hochschullehrer
- Andreas Legath (* 1961), Maler und Bühnenbildner
- Max Rauffer (* 1972), Skirennfahrer
- Manuel Kofler (* 1980), Eishockeyspieler
- Hansi Seestaller (* 1982), Squashspieler
- Bastian Schweinsteiger (* 1984), Fußballweltmeister 2014

### Weitere Persönlichkeiten
- Karl Gilg (1901–1981), internationaler Schachmeister, wirkte als Lehrer und starb in Kolbermoor
- Hans Ernst (1904–1984), Heimatschriftsteller, Ehrenbürger; wirkte und starb in Kolbermoor
- Johannes Beyreuther (1921–2010), Musiklehrer und Erfinder; betrieb in Kolbermoor eine Musikschule
- Rupert Fegg (* 1948), Direktor der Akademie der bildenden Künste Kolbermoor
- Daniela Ludwig, geb. Raab (* 1975), Politikerin (CSU), MdB;[26] wuchs in Kolbermoor auf und lebt heute dort